# Irische Rugby-Union-Nationalmannschaft
Die irische Rugby-Union-Nationalmannschaft (englisch Ireland national rugby union team; irisch Foireann rugbaí náisiúnta na hÉireann) ist die offizielle irische Nationalmannschaft in der Sportart Rugby Union und vertritt sowohl die Republik Irland als auch Nordirland bei allen Länderspielen (Test Matches) der Männer. Die organisatorische Verantwortung trägt die Irish Rugby Football Union (IRFU). Das Team nimmt an den jährlichen Six Nations teil, zusammen mit England, Frankreich, Italien, Schottland und Wales. Irland ist auch eines der Länder, dessen Spieler für die British and Irish Lions spielberechtigt sind, eine Auswahlmannschaft der vier britischen Home Nations.
Seine wichtigsten internationalen Auftritte hat das Team bei den alle vier Jahre stattfindenden Weltmeisterschaften. Seit deren Einführung im Jahr 1987 nahm Irland an allen Turnieren teil und erreichte acht Mal das Viertelfinale. Das erste Test Match fand 1875 statt. Seit dem Beginn des ersten Vorgängerturniers von Six Nations, der Home Nations Championship, im Jahr 1883 gewann Irland das Turnier insgesamt 16 Mal und teilte sich acht weitere Male den Titel. Traditionell spielt Irland in grünen Trikots mit weißen Hosen und grünen Socken. Das Heimstadion ist das Aviva Stadium in Dublin. Der Weltverband World Rugby betrachtet Irland als eine Rugbynation der ersten Stärkeklasse (tier one). 2018 zeichnete World Rugby sie als „Mannschaft des Jahres“ aus. Zwölf ehemalige irische Rugbyspieler wurden in die World Rugby Hall of Fame aufgenommen.
Die irische Nationalmannschaft repräsentiert die gesamte Insel Irland. Ihr gehören Spieler sowohl aus der Republik Irland als auch aus dem zum Vereinigten Königreich gehörenden Nordirland an. Aus diesem Grund verwendet sie ihre eigene Flagge (jene der IRFU) und Hymne (Ireland’s Call). Alternativ betritt die Mannschaft das Spielfeld sowohl mit der Flagge Irlands als auch mit der Flagge der Provinz Ulster. Das Team wird, neben der ähnlich aufgestellten Hockeynationalmannschaft der Herren und der Damen sowie der irischen Cricket-Nationalmannschaft, als wichtiges Symbol für Frieden und Zusammenarbeit auf der politisch geteilten Insel betrachtet.

## Organisation

Die vier Provinzverbände der Irish Rugby Football Union

Verantwortlich für die Organisation von Rugby Union in Irland ist die Irish Rugby Football Union (IRFU), die 1879 durch den Zusammenschluss zweier Verbände entstand. 1886 gründete die IRFU zusammen mit der Scottish Rugby Union (SRU) und der Welsh Rugby Union (WRU) das International Rugby Football Board (IRFB; heute World Rugby). Außerdem trat die IRFU 1999 dem europäischen Kontinentalverband FIRA-AER (heute Rugby Europe) bei. Die IRFU besteht aus den vier Provinzverbänden Connacht Rugby, Leinster Rugby, Munster Rugby und Ulster Rugby, die mit jeweils eigenen Mannschaften an der internationalen Liga United Rugby Championship teilnehmen, an der auch Teams aus Italien, Schottland, Südafrika und Wales beteiligt sind. Darunter angesiedelt ist die All-Ireland League mit 50 Vereinen aus ganz Irland. Der United Rugby Championship übergeordnet sind die zusammen mit Mannschaften aus England, Frankreich, Italien, Schottland und Wales ausgetragenen internationalen Pokalwettbewerbe European Rugby Champions Cup und EPCR Challenge Cup.
Neben der Nationalmannschaft ruft die IRFU weitere Auswahlmannschaften zusammen. Wie andere Rugbynationen verfügt Irland über eine U-20-Nationalmannschaft, die an den entsprechenden Six Nations und Weltmeisterschaften teilnimmt. Kinder und Jugendliche werden bereits in der Schule an den Rugbysport herangeführt und je nach Interesse und Talent beginnt dann die Ausbildung. Die zweite Nationalmannschaft Irlands bilden die Ireland Wolfhounds, gefolgt von Emerging Ireland („Aufstrebendes Irland“). Für Schüler gibt es die Nationalmannschaft der Schoolboys, die alle Vorstufen zur Nationalmannschaft bilden.
Als größte Ehre für irische Spieler gilt es, alle paar Jahre mit den British and Irish Lions auf Tour in die Südhemisphäre zu gehen, um gegen die All Blacks aus Neuseeland, die Springboks aus Südafrika oder die Wallabies aus Australien anzutreten.

## Geschichte

### Einführung von Rugby in Irland
Irland besitzt eine jahrhundertelange Tradition von Ballspielen, die gewisse Ähnlichkeiten mit modernen Sportarten wie Rugby, Fußball und Gaelic Football hatten. Die Regeln waren uneinheitlich und unterschieden sich je nach Landesgegend zum Teil erheblich. Einzige Gemeinsamkeit war das Prinzip, einen üblicherweise runden, aus Tierhäuten und -blasen gefertigten Ball von einem Ende des Feldes zum anderen zu bewegen. Berichte über solche Spiele in den Grafschaften Meath, Louth und Dublin reichen bis ins 17. Jahrhundert zurück. Verschiedene Zeitungen aus Dublin berichteten in den Jahren 1758 bis 1766 von Spielen in umliegenden Orten. Eine Variante, die besonders in der Grafschaft Kerry größere Verbreitung fand, war Caid, das auf einer abgegrenzten Fläche und mit einer festen Anzahl Spielern ausgetragen wurde. Caid wies ebenfalls gewisse Ähnlichkeiten mit dem späteren Rugby auf und bildete die Grundlage insbesondere für Gaelic Football.
Ehemalige Schüler der Rugby School und anderer Public Schools gründeten 1854 am Dubliner Trinity College den Dublin University Football Club (DUFC), um das Spiel, das sie während ihrer Schulzeit in England kennengelernt hatten, auch in Irland ausüben zu können. Das genaue Gründungsdatum ist unbekannt, jedoch war in einer Anzeige im Daily Express vom 1. Dezember 1855 zu lesen, dass der Verein seit über einem Jahr existierte. Der DUFC gilt somit als der älteste bis heute ununterbrochen bestehende Rugbyverein der Welt. Keinem Dubliner Verein war es erlaubt, gegen die erste Mannschaft des DUFC anzutreten, solange er nicht die zweite Mannschaft geschlagen hatte. Regelmäßig fanden Begegnungen mit anderen Hochschulmannschaften statt; dazu gehören insbesondere die Royal Schools in Armagh, Dungannon und Enniskillen.
Charles Burton Barrington vom DUFC publizierte im Januar 1868 ein Regelwerk. Es wich zwar ein wenig von den in England üblichen Regeln ab, erleichterte aber die Verbreitung des Rugbysports über die gesamte Insel und führte zur Gründung zahlreicher Vereine. Der im Dezember 1874 gegründete Verband Irish Football Union war für Leinster, Munster und Teile von Ulster zuständig; einen Monat später folgte die Gründung der Northern Football Union of Ireland, die in Belfast tätig war. 1879 schlossen sich beide Verbände zur Irish Rugby Football Union (IRFU) zusammen. 1884 gründete Michael Cusack als Reaktion auf die als bedrohlich empfundene Verbreitung von aus England stammenden Sportarten die Gaelic Athletic Association (GAA), um auch im Sport eine Identifikation mit der irischen Kultur zu ermöglichen. Über ein Jahrhundert lang verbot Regel 42 der GAA-Satzung die Ausübung „fremder Spiele“ (foreign games) auf Anlagen des Verbandes, wobei mit „fremd“ ausdrücklich Rugby, Fußball, Hockey und Cricket gemeint waren. Bis 1971 war es GAA-Mitgliedern gemäß Regel 27 sogar verboten, diese Sportarten auszuüben oder auch nur Spielen als Zuschauer beizuwohnen.

### Die ersten Jahre der Nationalmannschaft

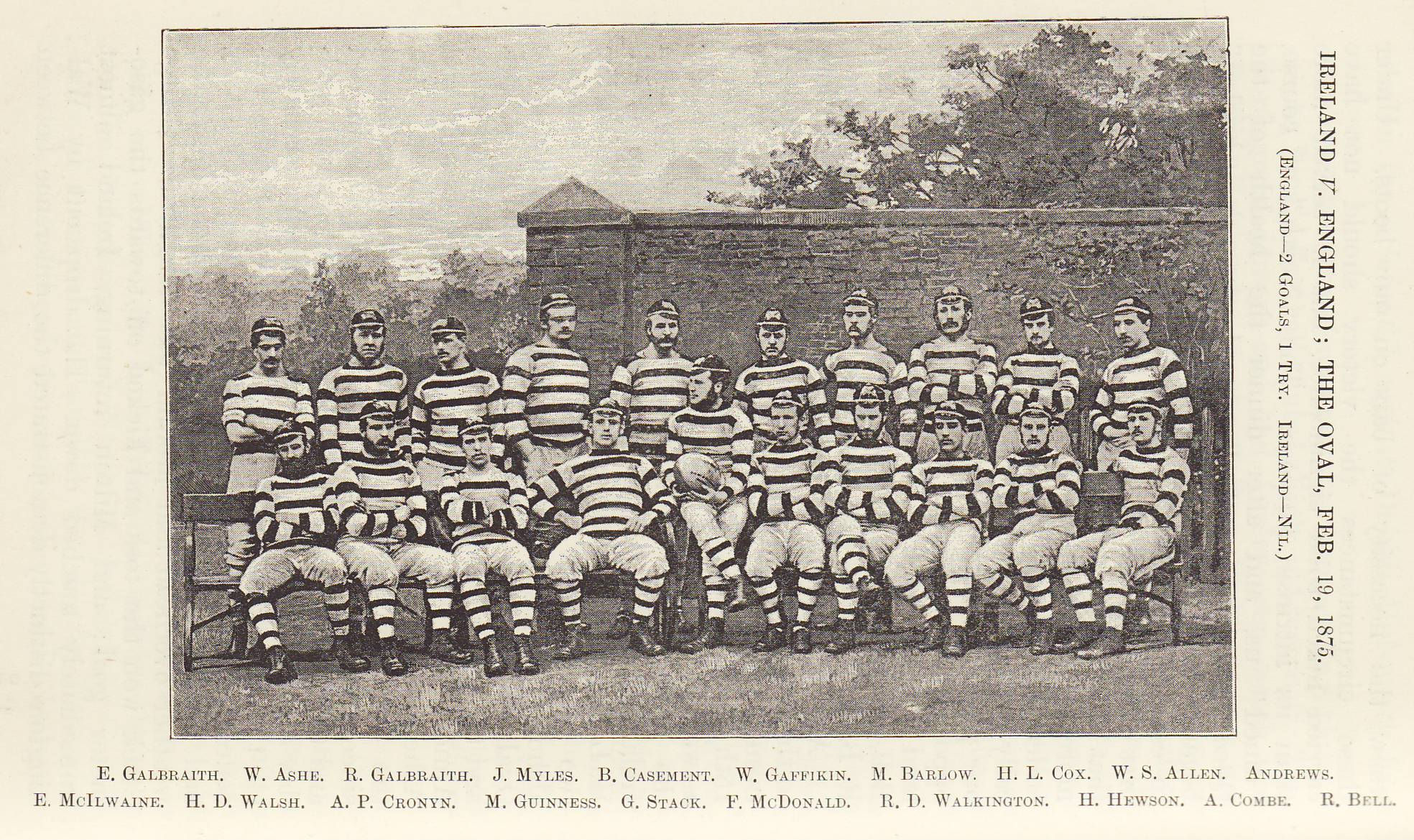
Die erste irische Rugbymannschaft am 15. Februar 1875 im Londoner Oval

Beide Rugby-Verbände stellten Anfang 1875 eine gemeinsame irische Auswahl zusammen, um gegen die Auswahl Englands anzutreten. Das erste Test Match fand am 15. Februar im Londoner Oval statt und ging mit null zu zwei Toren verloren. Wie damals üblich zählten beide Mannschaften je 20 Spieler; erst seit 1877 üblich ist die heutige Anzahl von 15 Spielern. Das erste Heimspiel fand am 13. Dezember 1875 ebenfalls gegen England statt, und zwar auf dem Gelände des Leinster Cricket Club im Dubliner Vorort Rathmines. Lansdowne Road, die Heimspielstätte des Lansdowne Football Club und später der IRFU, war für nicht geeignet befunden worden. Sie war erstmals am 11. März 1878 Austragungsort, als Irland wiederum gegen England antrat. Ein Jahr zuvor, am 19. Februar 1877, hatten die Iren in Belfast erstmals gegen Schottland gespielt.
Seinen ersten Sieg in einem Test Match (nach zehn Niederlagen in Folge) errang Irland am 19. Februar 1881 in Belfast gegen Schottland. Das erste Spiel gegen Wales folgte am 28. Januar 1882 und endete ebenfalls mit einem Sieg. Im selben Jahr beschlossen die Verbände von England, Irland, Schottland und Wales, die bisher unregelmäßig ausgetragenen Test Matches zu einem Turnier zusammenzufassen und riefen die Home Nations Championship ins Leben, den Vorläufer der heutigen Six Nations. 1884 fehlten den Iren beim Spiel gegen Wales in Cardiff zwei Spieler für eine komplette Mannschaft, worauf sich zwei walisische Ersatzleute dazu bereit erklärten, für Irland anzutreten. Nach lauter Niederlagen in den ersten vier Turnieren feierten die Iren am 5. Februar 1887 in Dublin erstmals einen Sieg über England.

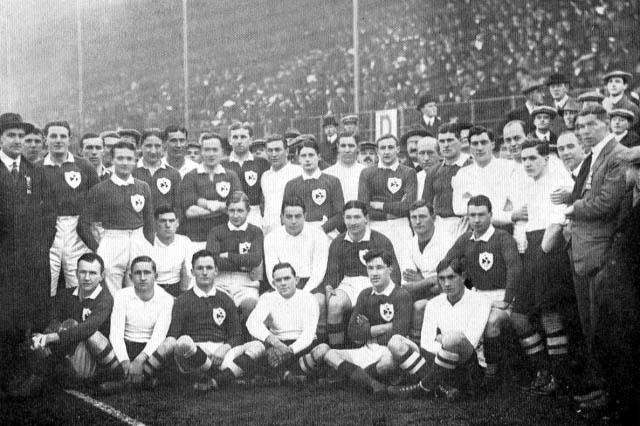
Gemeinsames Gruppenfoto der irischen und südafrikanischen Mannschaft (30. November 1912)

In den 1890er Jahren galt Rugby in der irischen Öffentlichkeit vor allem als Spiel der protestantischen Mittelklasse, auch wenn dieses von der IRFU gepflegte Image nicht unbedingt den Tatsachen entsprach. Beispielsweise dominierten katholische Institutionen die seit 1887 ausgetragene Schülermeisterschaft von Leinster. Die damalige Vormachtstellung der Protestanten in der Verbandsführung hatte jedoch Auswirkungen auf die Zusammensetzung der Nationalmannschaft. Als diese bei der Home Nations Championship 1894 erstmals das jährliche Turnier für sich entschied, gehörte ihr mit Tom Crean ein einziger Katholik an. Die geografische Verbreitung war ebenfalls begrenzt: Von den 18 eingesetzten Spielern stammten 13 von drei Dubliner Vereinen (Wanderers, DUFC und Bective Rangers), die übrigen fünf aus Ulster im Norden der Insel. Dem Beispiel der Waliser folgend, setzte Irland in diesem Turnier erstmals sieben statt wie bisher üblich sechs Hintermannschaftsspieler ein und schaffte mit Siegen über England, Schottland und Wales erstmals die Triple Crown. Weitere Turniersiege feierten die Iren in den Jahren 1896 und 1899, sodass zur Jahrhundertwende alle vier beteiligten Verbände erste Erfolge in einem Sport aufwiesen, der sich wachsender Beliebtheit bei Zuschauern erfreute. Im Oktober 1899 entsandte die IRFU eine Auswahl nach Kanada – auf Einladung eines irischstämmigen Unternehmers, der dort den Rugbysport fördern wollte. Die vier Wochen dauernde Tour umfasste elf Spiele, von denen die Iren zehn gewannen; die einzige Niederlage erlitten sie gegen eine Auswahl aus Halifax. Test-Matches gab es keine, da noch kein kanadisches Nationalteam existierte.
Das Interesse am ersten Besuch der All Blacks aus Neuseeland am 26. November 1905 war groß und erstmals war ein von der IRFU organisiertes Länderspiel ausverkauft. Die Iren verloren vor 12.000 Zuschauern mit 0:15; der erste Sieg gegen die All Blacks sollte erst 111 Jahre später gelingen. Bei der Home Nations Championship 1906 teilte man sich den Titel mit Wales. Fast ein Jahr nach dem Besuch der Neuseeländer waren am 24. November 1906 auch die Springboks aus Südafrika zu Gast; in Belfast endete die erste Begegnung zwischen beiden Teams mit einer knappen 12:15-Niederlage der Iren. Ihr erstes Spiel gegen Frankreich am 20. März 1909 in Dublin gewannen sie mit 19:8. Ab 1910 nahmen die Franzosen ebenfalls am jährlichen Turnier teil, weshalb es nun Five Nations hieß. Einen weiteren geteilten Turniersieg, diesmal zusammen mit England, feierten die Iren beim Five Nations 1912. Am 30. November 1912 kam es im Rahmen der Springboks-Tour 1912/13 zur ersten Begegnung mit den Südafrikanern in Dublin. Die Partie ging mit 0:38 verloren, gleichbedeutend mit der bis heute höchsten Niederlage gegen die Springboks.

### Zeit der Weltkriege und Teilung Irlands

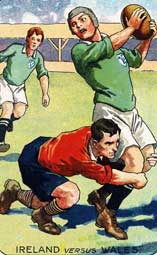
Illustration eines Rugbyspieles zwischen Irland und Wales, 1920

Mit dem Ausbruch des Ersten Weltkriegs schränkte die IRFU den Spielbetrieb ein, internationale Spiele kamen für mehrere Jahre ganz zum Erliegen. In den Schlachten des Krieges fielen neun aktive oder ehemalige Nationalspieler. Es handelte sich allesamt um Freiwillige, denn in Irland gab es keine Wehrpflicht – im Gegensatz zu Großbritannien, wo sie 1916 eingeführt wurde. Die IRFU ermunterte die Vereine ausdrücklich, möglichst viele Spieler für den Kriegsdienst anzuwerben. Sie stellte sogar ein eigenes Freiwilligenkorps auf, das in der Schlacht von Gallipoli kämpfte. Ebenso versuchte die IRFU mit einer Pressekampagne, die Verteidigungs- und Opferbereitschaft von Rugbyspielern hervorzuheben und sie insbesondere im Vergleich zu angeblich weniger „loyalen“ Sportarten zu überhöhen. Rugby galt geradezu als Verkörperung der viktorianischen und edwardianischen Ideale: energisch, männlich, militaristisch und patriotisch. Spätere Untersuchungen ergaben, dass der Anteil von Rugbyspielern unter den Rekrutierten trotz der unablässigen Propaganda nur unwesentlich höher war als in anderen Bevölkerungsschichten.
Obschon der Rugbysport seine Anhänger vor allem in anglophilen und unionistischen Teilen der irischen Gesellschaft fand, erfreute er sich auch in nationalistisch-republikanischen Kreisen zunehmend großer Beliebtheit, trotz der starken Konkurrenz durch die von der GAA geförderten Sportarten. Beispielsweise war Éamon de Valera, späterer langjähriger Taoiseach (Premierminister) des unabhängigen Irlands, in seiner Jugend ein begeisterter Rugbyspieler. Zwar blieb die Verbandsführung noch eine Zeitlang von Vertretern der protestantischen Elite dominiert, doch der Einfluss der Katholiken nahm laufend zu. Dies wird als einer der Gründe dafür angesehen, dass die IRFU nach dem irischen Unabhängigkeitskrieg von einer Abspaltung der nordirischen Vereine verschont blieb und trotz der politischen Teilung weiterhin die ganze Insel vertrat. Verschiedene andere Sportarten bevorzugten ebenfalls dieses Modell, wobei der Fußball die einzige bedeutende Ausnahme bildete.
Nach der Wiederaufnahme von Five Nations im Jahr 1920 klassierte sich Irland dreimal in Folge auf dem letzten Platz; so musste die Mannschaft 1920 gegen Frankreich die erste Heim- und 1921 die erste Auswärtsniederlage hinnehmen. Allmählich besserten sich die Leistungen und beim Five Nations 1926 bot sich erstmals die Chance, einen Grand Slam zu erzielen, also das Turnier mit Siegen gegen alle anderen Teams zu beenden. Allerdings unterlagen die Iren im letzten Spiel den Walisern auswärts mit 8:11 und mussten sich den Titel mit den Schotten teilen. Beim Five Nations 1927 folgte ein weiterer geteilter Turniersieg mit den Schotten; wegen der einzigen Niederlage gegen England verpassten die Iren erneut den Grand Slam. Am 12. November desselben Jahres empfing Irland erstmals die Wallabies aus Australien; das Spiel ging knapp mit 3:5 verloren.
In den Turnieren der Jahre 1927 bis 1931 belegte Irland jeweils den zweiten Platz. Nachdem Frankreich wegen Scheinamateurismus ausgeschlossen worden war und das Turnier zum Format der Home Nations Chapionship zurückgekehrt war, gelang 1932 erneut ein geteilter Titelgewinn. Bei der Home Nations Championship 1935 waren die Iren erstmals nach 36 Jahren wieder alleiniger Turniersieger, ein weiterer geteilter Titelgewinn kam 1939 hinzu. Die politische Teilung der Insel zeigte sich deutlich während des Zweiten Weltkriegs: In der Republik Irland, die einen strikten Neutralitätskurs verfolgte, war der Spielbetrieb auf Vereinsebene im Gegensatz zum britischen Nordirland kaum von Einschränkungen betroffen. Acht aus dem Norden stammende Nationalspieler ließen im Krieg ihr Leben, außerdem gehörte Paddy Mayne (der sechs Test Matches bestritten hatte) zu den Gründungsmitgliedern der Spezialeinheit Special Air Service.

### Erfolgreiche Nachkriegszeit

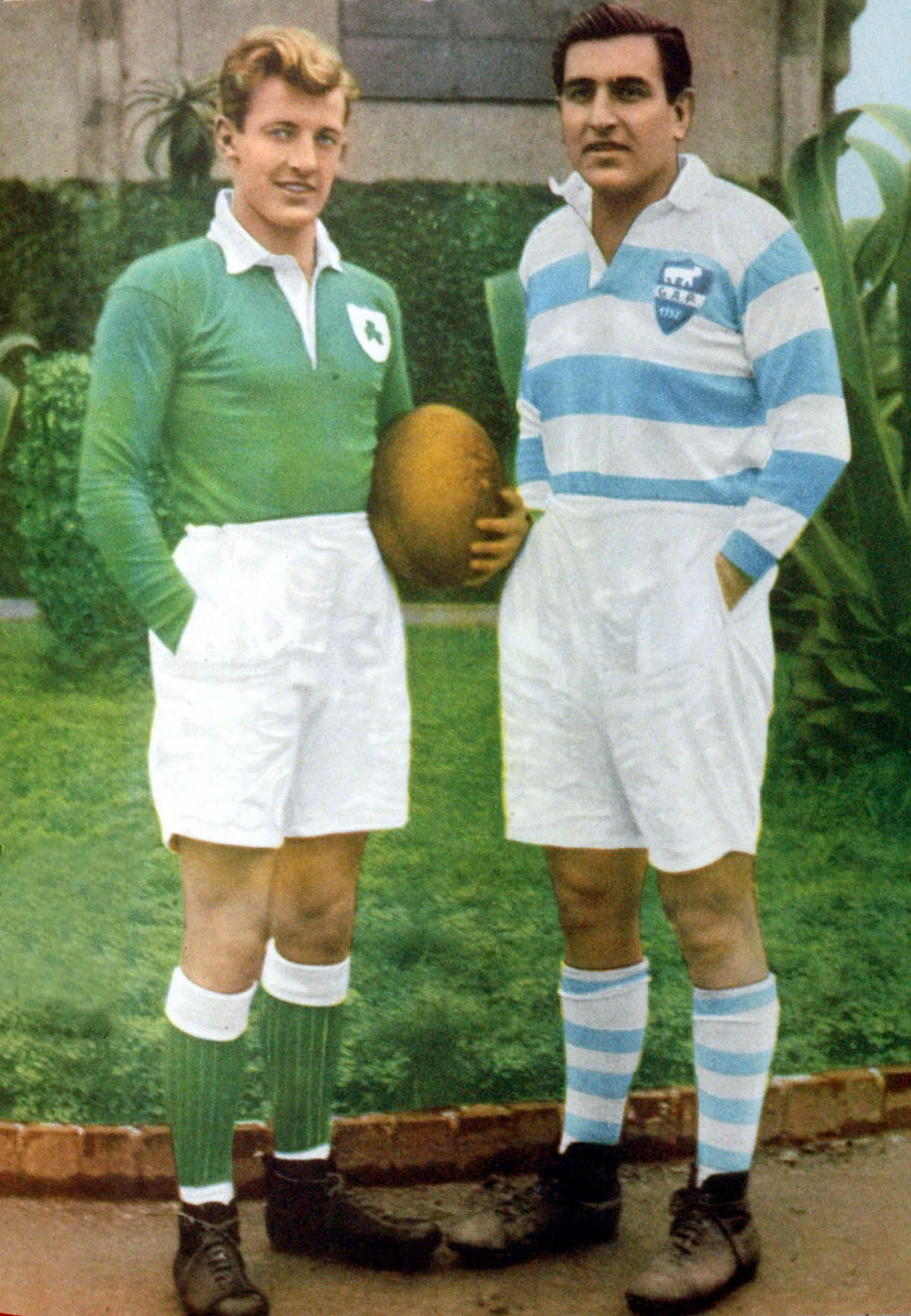
W. J. Hewitt und Miguel Angel Sarandón posieren während der Tour nach Argentinien 1952

1946 nahm Irland an den Victory Internationals teil, einer Serie von Spielen gegen Nationalmannschaften und militärische Auswahlteams, die nicht den vollen Status als Test Matches erhielten. Das jährliche Turnier konnte ab 1947 wieder ausgetragen werden und hieß mit der Wiederaufnahme Frankreichs für die nächsten fünf Jahrzehnte erneut Five Nations. Beim Five Nations 1947 fügten die Iren England eine 22:0-Niederlage zu, der höchste Sieg über diesen Gegner bis 2007. Als Schlüssel zu diesem Erfolg wird Mannschaftskapitän Con Murphy betrachtet – der einzige Spieler, der sowohl vor als auch nach dem Krieg für die Nationalmannschaft im Einsatz stand. Nach einer deutlichen 3:16-Niederlage gegen die tourenden Australier im Dezember 1947 folgte wenig später beim Five Nations 1948 der bis dahin größte Erfolg. Die Iren siegten auswärts über Frankreich und England sowie daheim über Schottland und Wales. Damit gelang ihnen der erste Grand Slam überhaupt. Ausschlaggebend war die Taktik von Jack Kyle, der als einer der besten Spieler Irlands in die Geschichte einging. 1949 gewannen die Iren das Turnier erneut, diesmal mit einer Triple Crown.
Das Five Nations 1950 blieb wegen des Flugzeugunglücks von Llandow in Erinnerung. Am 12. März 1950 kehrte eine Gruppe walisischer Fans, die zum Spiel nach Dublin gereist war, mit einem Charterflug zurück. Bei der Landung stürzte das Flugzeug des Typs Avro Tudor zu Boden, wobei 80 der 83 Personen an Bord starben. Es handelte sich um den bis dahin weltweit schwersten zivilen Flugunfall. Beim Five Nations 1951 bot sich erneut die Chance auf einen Grand Slam, nachdem die drei ersten Spiele gegen Frankreich, England und Schottland jeweils knapp gewonnen werde konnten. Im entscheidenden Auswärtsspiel gegen Wales resultierte ein 3:3-Unentschieden, sodass die Iren dieses Ziel verpassten; dennoch feierten sie einen weiteren Titelgewinn.
Seit der Kanada-Tour von 1899 reisten irische Nationalspieler jahrzehntelang nur dann in die Südhemisphäre, wenn sie von den British Lions aufgeboten wurden. Dies änderte sich 1952, als die IRFU wieder Überseetouren zu organisieren begann. Die erste führte im August und September nach Südamerika, doch ihre Durchführung erschien zunächst unsicher. Kurz nach der Abreise verstarb Eva Perón, worauf in Argentinien Staatstrauer herrschte. Alle neun dort vorgesehenen Spiele fanden trotzdem statt, darunter beide Begegnungen mit den Pumas, dem argentinischen Nationalteam. Sie endeten mit einem Unentschieden und einem Sieg für Irland, erhielten aber keinen Test-Match-Status.
Am 27. Februar 1954 fand das Five-Nations-Spiel gegen Schottland im Ravenhill Stadium in Belfast statt. Kapitän Jim McCarthy teilte dem IRFU-Präsidenten Sarsfield Hogan am Abend zuvor mit, dass sich die elf aus der Republik Irland stammenden Spieler während des Abspielens von „God Save the Queen“ nicht neben die Schotten stellen würden. In einer geheimen Sitzung kurz vor dem Anpfiff wurde vereinbart, eine verkürzte Version der britischen Hymne – bekannt als The Salute – zu spielen und in Zukunft keine Länderspiele mehr in Belfast auszutragen. Die vier Nationalspieler aus Nordirland erfuhren erst später von der Sitzung: Man hatte ihnen gesagt, die Katholiken im Team würden in der Umkleidekabine für den schwer erkrankten Papst Pius XII. beten. Der IRFU kam der Verzicht auf Spiele in Belfast nicht ungelegen: Erstens vermied sie dadurch Konflikte zwischen Unionisten und Republikanern, zweitens generierte das deutlich größere Stadion in Dublin ohnehin mehr Einnahmen.

### Magere Jahre und Nordirlandkonflikt

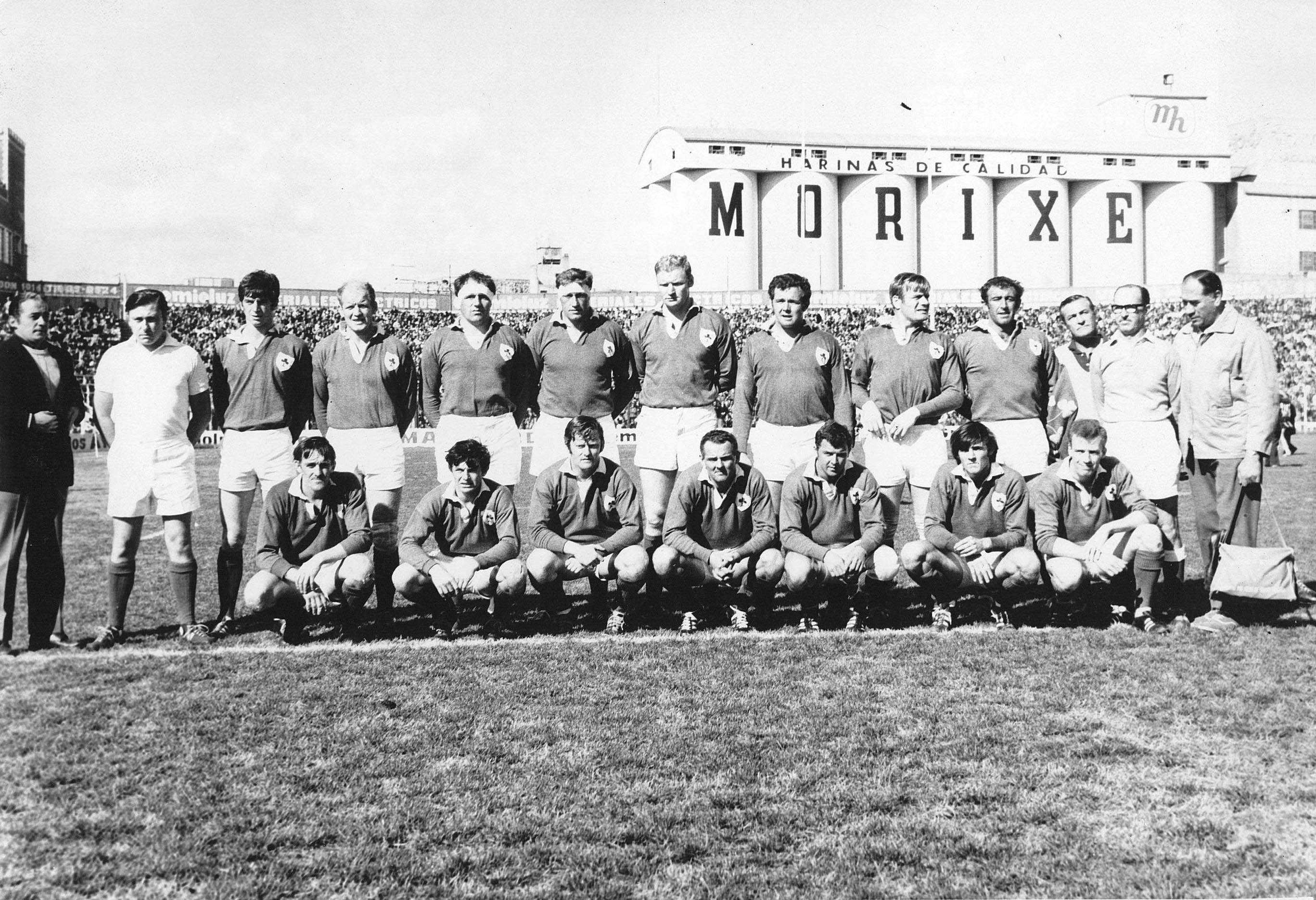
Die irische Mannschaft von 1970, die im Estadio Ferro Carril Oeste gegen Argentinien spielte

Ab Mitte der 1950er Jahre blieben Erfolge in Five-Nations-Turnieren für längere Zeit aus. So landete Irland in den Jahren 1955, 1958, 1960, 1961, 1962 und 1964 jeweils auf dem letzten Platz. Lichtblicke während dieser Zeit waren rar. Beispielsweise gelang am 18. Januar 1958 ein 9:6-Heimsieg über Australien, womit erstmals überhaupt eine der „großen“ Mannschaften der Südhemisphäre bezwungen werden konnte. Beim Five Nations 1959 verwehrte Irland im letzten Spiel des Turniers den Franzosen den Grand Slam, indem es den bereits feststehenden Titelträger mit 9:5 besiegte. Die Franzosen revanchierten sich beim Five Nations 1960, als sie den Iren eine 6:23-Rekordniederlage zufügten. Eine weitere Überseetour führte 1961 nach Südafrika und Rhodesien, wobei das einzige Test Match gegen die Springboks in Kapstadt in einer deutlichen 8:24-Niederlage resultierte.
Mitte der 1960er Jahre begann sich das Leistungsniveau in Turnieren deutlich zu bessern, auch wenn an den damals dominierenden Walisern und Franzosen noch kein Vorbeikommen war. Beispielsweise besiegten die Iren beim Five Nations 1965 sowohl England als auch Schottland, was ihnen seit 1951 nicht mehr gelungen war. Unmittelbar darauf, am 10. April 1965, setzten sie sich zuhause mit 9:6 gegen die tourenden Springboks durch und feierten ihren ersten Sieg über Südafrika. 1967 konnten die Wallabies gleich zweimal bezwungen werden: zunächst im Januar in Dublin, danach im Mai in Sydney während der ersten irischen Tour nach Australien. Die geplante Begegnung mit den All Blacks während deren Europatour im selben Jahr musste wegen eines Ausbruchs der Maul- und Klauenseuche abgesagt werden. Am 26. Oktober 1968 gelang den Iren der vierte Sieg hintereinander über die Wallabies. Ein paar Monate später bot sich ihnen die Chance, das Five Nations 1969 mit einem Grand Slam zu beenden, doch das letzte Spiel auswärts gegen Wales ging mit 11:24 verloren. Im Herbst 1969 beschloss die IRFU, mit Ronnie Dawson den ersten Nationaltrainer anzustellen. Der Besuch der Springboks zu Beginn des Jahres 1970 war von heftigen Anti-Apartheid-Protesten begleitet; am 10. Januar rangen ihnen die Iren ein 8:8-Unentschieden ab.
Das Five Nations 1972 musste wegen des Nordirlandkonflikts vorzeitig beendet werden, sodass es keinen Sieger gab. Nach dem Blutsonntag in Derry am 30. Januar, bei dem 13 unbewaffnete Demonstranten von britischen Soldaten erschossen worden waren, kam es in Dublin zu großen Protestkundgebungen. Dabei wurde die britische Botschaft am 2. Februar von der aufgebrachten Menge niedergebrannt. Am 14. Februar erklärte die Scottish Rugby Union, dass die schottische Mannschaft nicht nach Irland reisen werde. Der Verband war um die Sicherheit der Spieler besorgt, da sie Briefe mit Todesdrohungen erhalten hatten (vermutlich von der IRA). Knapp zwei Wochen später erklärte auch die Welsh Rugby Union ihren Rückzug, da mehrere walisische Spieler ebenfalls bedroht worden waren. Die Fédération française de rugby hingegen blieb unbeeindruckt und vereinbarte ein zusätzliches Freundschaftsspiel in Dublin am 29. April, sodass die IRFU zumindest einen Teil der entgangenen Einnahmen wettmachen konnte.
Beim Five Nations 1973 reiste die englische Mannschaft trotz ähnlicher Drohungen nach Dublin und empfing nach ihrer Ankunft in der Lansdowne Road fünf Minuten lang stehende Ovationen. Irland gewann das Spiel mit 18:9. Englands Mannschaftskapitän John Pullin meinte dazu scherzhaft: „Wir sind vielleicht nicht besonders gut, aber wenigstens sind wir aufgetaucht.“ (We might not be very good but at least we turned up) Das Turnier endete mit einem einmaligen Ergebnis: Mit jeweils zwei Siegen und zwei Niederlagen lagen alle fünf Mannschaften gleichauf und teilten sich den Titel. Während des Turniers tourte auch das neuseeländische Nationalteam durch Europa. Am 20. Januar 1973 stand Irland kurz davor, die All Blacks während deren Europatour erstmals zu bezwingen, das Spiel endete 10:10 unentschieden.

### Die Amateurära neigt sich ihrem Ende zu
Beim Five Nations 1974 gelang den Iren der erste ungeteilte Turniersieg nach 23 Jahren. Mitte der 1970er Jahre sank das Leistungsniveau der Mannschaft vorübergehend wieder und 1977 belegte sie den letzten Platz mit Niederlagen in allen vier Spielen. Entgegen den Erwartungen verlief die Australien-Tour im Juni 1979 erfolgreich: Irland gewann beide Test Matches gegen die Wallabies und entschied somit erstmals eine Länderspielserie für sich. 1981 blieben die Iren beim Five Nations erneut sieglos und landeten auf dem letzten Platz.
1977 unterzeichneten die Regierungschefs der Commonwealth-Staaten die Gleneagles-Vereinbarung, um das Apartheid-Regime Südafrikas auf sportlicher Ebene zu isolieren. Da Irland kein Mitglied des Commonwealth ist, fühlte sich die IRFU nicht an die Vereinbarung gebunden und führte im Mai und Juni 1981 eine Tour nach Südafrika durch. Dieses Vorhaben stieß in der Öffentlichkeit auf harsche Kritik. Mehrere Stammspieler erklärten, sie könnten eine Teilnahme nicht mit ihrem Gewissen vereinbaren, andere schoben berufliche Verpflichtungen für ihren Verzicht vor. Parteien, Kirchen, Gewerkschaften, Studentenorganisationen und Sportverbände riefen die IRFU eindringlich dazu auf, die Tour abzusagen, da sie den guten Ruf Irlands besudeln würde. Außenminister Brian Lenihan hielt sie nicht für ein sportliches Ereignis, sondern für einen rein politischen Akt. Protest gab es auch seitens des African National Congress und der Vereinten Nationen. Dessen ungeachtet hielt die IRFU an ihrem umstrittenen Vorhaben fest und vertrat den Standpunkt, die Tour sei keine Unterstützung der Apartheid, sondern füge ihr sogar Schaden zu. Um bei der Abreise möglichen Demonstrationen am Dubliner Flughafen aus dem Weg zu gehen, trafen sich die Teammitglieder in England und reisten von dort aus gemeinsam weiter. Sportlich gesehen war die Tour wenig erfolgreich; die Iren verloren vier von sieben Spielen, darunter beide Test Matches gegen die Springboks.
Ein Jahr später, beim Five Nations 1982, erzielte die irische Mannschaft die erste Triple Crown nach 33 Jahren; den möglichen Grand Slam verpasste sie im letzten Spiel mit einer 9:22-Auswärtsniederlage gegen Frankreich. 1983 teilte man sich den Titel mit den Franzosen und beim Five Nations 1985 erzielte Irland wiederum einen ungeteilten Titelgewinn mitsamt Triple Crown (den letzten im 20. Jahrhundert). Wieder waren es die Franzosen, die mit einem Unentschieden einen möglichen Grand Slam vereitelten. Am 1. November 1986 schrieben die Iren Rugby-Geschichte: In ihrem ersten Test Match gegen Rumänien, das in den Jahren zuvor mehrmals Frankreich geschlagen hatte, erzielten sie einen 60:0-Heimsieg. Damit gelang ihnen der bisher höchste Sieg einer Nationalmannschaft weltweit.
Das IRFB lud Irland zur Weltmeisterschaft 1987 ein, der ersten überhaupt. Zwei Jahre zuvor hatte die IRFU gegen die Einführung von Weltmeisterschaften gestimmt, da sie eine schleichende Professionalisierung und eine Überbeanspruchung der berufstätigen Amateurspieler befürchtete. Der letztlich unterlegene Verband sprach daraufhin eine Zeitlang von einem „Wettbewerb um den Webb Ellis Cup“ und vermied es, die Weltmeisterschaft beim Namen zu nennen. Ein Attentat der IRA überschattete die WM-Vorbereitung: Die nordirischen Spieler Nigel Carr, David Irwin und Philip Rainey waren auf dem Weg zu einer Trainingseinheit in Dublin, als ihr Auto kurz vor der Grenze zur Republik Irland von der Detonationswelle einer ferngezündeten Autobombe erfasst wurde. Alle drei erlitten Verletzungen; jene von Carr waren so schwer, dass er seine Sportkarriere beenden musste. Der Anschlag hatte Lordrichter Maurice Gibson gegolten, der auf der Gegenfahrbahn unterwegs gewesen war und zusammen mit seiner Ehefrau Cecily getötet wurde. Zum Auftakt der Vorrunde verloren die Iren gegen Wales, qualifizierten sich aber mit deutlichen Siegen über Kanada und Tonga als Gruppenzweite für das Viertelfinale. In diesem scheiterten sie mit 15:33 an Co-Gastgeber Australien.
Ende 1988 traf Irland erstmals auf Westsamoa und Italien, wobei es beide Begegnungen für sich entscheiden konnte. Andererseits durchlief die Nationalmannschaft beim Five-Nations-Turnier eine lange Zeit der Erfolglosigkeit: Von 1988 bis zur letzten Austragung in diesem Format 1999 kam sie nie über den zweitletzten Platz hinaus; 1988, 1992, 1996, 1997 und 1998 belegte sie gar den letzten Platz. Erfolge waren dünn gesät; so gewann Irland am 27. Oktober 1990 zuhause das erste Test Match gegen Argentinien, 38 Jahre nach den ersten inoffiziellen Begegnungen. Hingegen enttäuschte die Mannschaft im Juli 1991 auf ihrer Tour durch das kurz zuvor unabhängig gewordene Namibia. Völlig unerwartet verlor sie in Windhoek beide Test Matches gegen die namibische Nationalmannschaft. Die darauf folgende Weltmeisterschaft 1991 fand in den Five-Nations-Ländern statt, sodass die Iren zwei von drei Gruppenspielen in Dublin austragen konnte. Zunächst setzten sie sich mühelos gegen Japan und Simbabwe durch, verloren aber in Edinburgh knapp gegen Schottland. Im Viertelfinale in Dublin lagen sie gegen Australien lange Zeit in Führung und standen kurz vor dem Überraschungssieg. Als aber Michael Lynagh den entscheidenden Versuch erzielte, mussten sie sich schließlich mit 18:19 geschlagen geben.
Die beiden letzten Partien dieser Weltmeisterschaft bildeten den Auftakt zu einer Serie von elf Niederlagen in Folge, die bis März 1993 anhielt und seither unübertroffen blieb. Im November 1993 trat Irland erstmals in einem Test Match gegen die USA an und entschied das Spiel für sich. Bei der in Südafrika stattfindenden Weltmeisterschaft 1995 verlor die Mannschaft ihr erstes Spiel gegen Neuseeland und siegte anschließend deutlich gegen Japan. Ein äußerst knapper 24:23-Sieg in Johannesburg über Wales sicherte den zweiten Gruppenrang. Die Iren bestritten daraufhin ihr drittes Viertelfinale in Folge, in dem sie sich mit 12:36 den überlegenen Franzosen geschlagen geben mussten.

### Beginn der professionellen Ära
Im August 1995 hob der IRB sämtliche Beschränkungen bezüglich Bezahlung der Spieler auf und läutete so die professionelle Ära von Rugby Union ein. Die irische Nationalmannschaft kam mit der neuen Situation zunächst nicht zurecht. Zur weiterhin andauernden Negativserie bei den Five-Nations-Turnieren kamen drei Niederlagen in Folge gegen Italien hinzu, das danach strebte, in den Kreis der wichtigsten Mannschaften Europas aufgenommen zu werden. 1998 verpflichtete die IRFU den Neuseeländer Warren Gatland, der den erfolglosen Engländer Brian Ashton als Nationaltrainer ersetzte. Der unmittelbare Erfolg blieb aus, zumal Irland bei der letzten Austragung von Five Nations im Jahr 1999 wiederum den zweitletzten Platz belegte. Bei der Weltmeisterschaft 1999 konnten die Iren alle Gruppenspiele daheim bestreiten. Dabei schlugen sie die USA und Rumänien erwartungsgemäß deutlich, während sie ebenso deutlich eine 3:23-Niederlage gegen den späteren Weltmeister Australien hinnehmen mussten. Als Gruppenzweite mussten sie ein Ausscheidungsspiel um den Einzug ins Viertelfinale bestreiten; dabei unterlagen sie Argentinien mit 24:28.
Ab diesem Tiefpunkt ging es mit dem irischen Rugbysport wieder aufwärts. Im Zuge der Professionalisierung wertete die IRFU die traditionsreichen Auswahlmannschaften der vier Provinzverbände von Connacht, Leinster, Munster und Ulster zu Profiteams auf. Sie erwiesen sich als finanzkräftig genug, um die besten Spieler im eigenen Land zu behalten und deren Abwanderung nach England oder Frankreich zu verhindern. Ebenso pflegten sie weiterhin enge Beziehungen zu den Amateurvereinen und Schulen, was einen steten Nachschub an Talenten garantierte. Die Einführung der Celtic League ermöglichte ab 2001 mehr Spiele auf hohem Niveau und eine spürbare Qualitätsverbesserung. Mit der Aufnahme Italiens wandelte sich das Five-Nations-Turnier im Jahr 2000 zu den heutigen Six Nations, wobei die Etablierung des neuen Turnierformats mit der Wiederauferstehung des irischen Rugby zusammenfiel. Beim Six Nations 2001 belegte Irland den zweiten Platz und war damit so gut klassiert wie seit 15 Jahren nicht mehr; nur eine Auswärtsniederlage gegen Schottland verhinderte einen Grand Slam. Trotz dieses Erfolgs verlängerte die IRFU Gatlands Vertrag nicht und ersetzte ihn im November 2001 durch seinen Assistenten Eddie O’Sullivan.

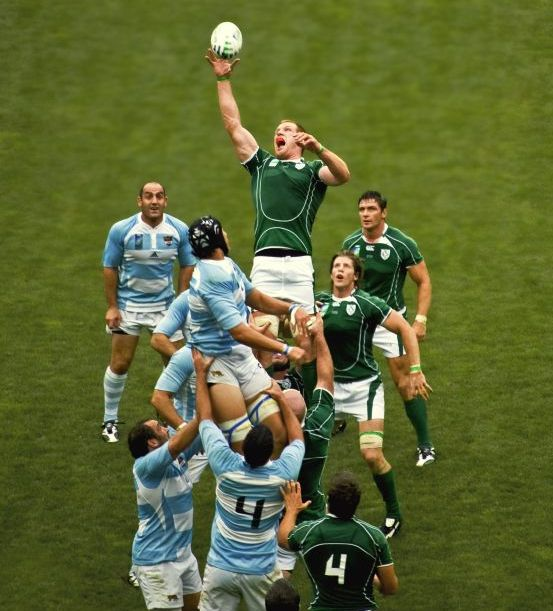
Paul O’Connell holt die Gasse für Irland im Spiel gegen Argentinien, 2007

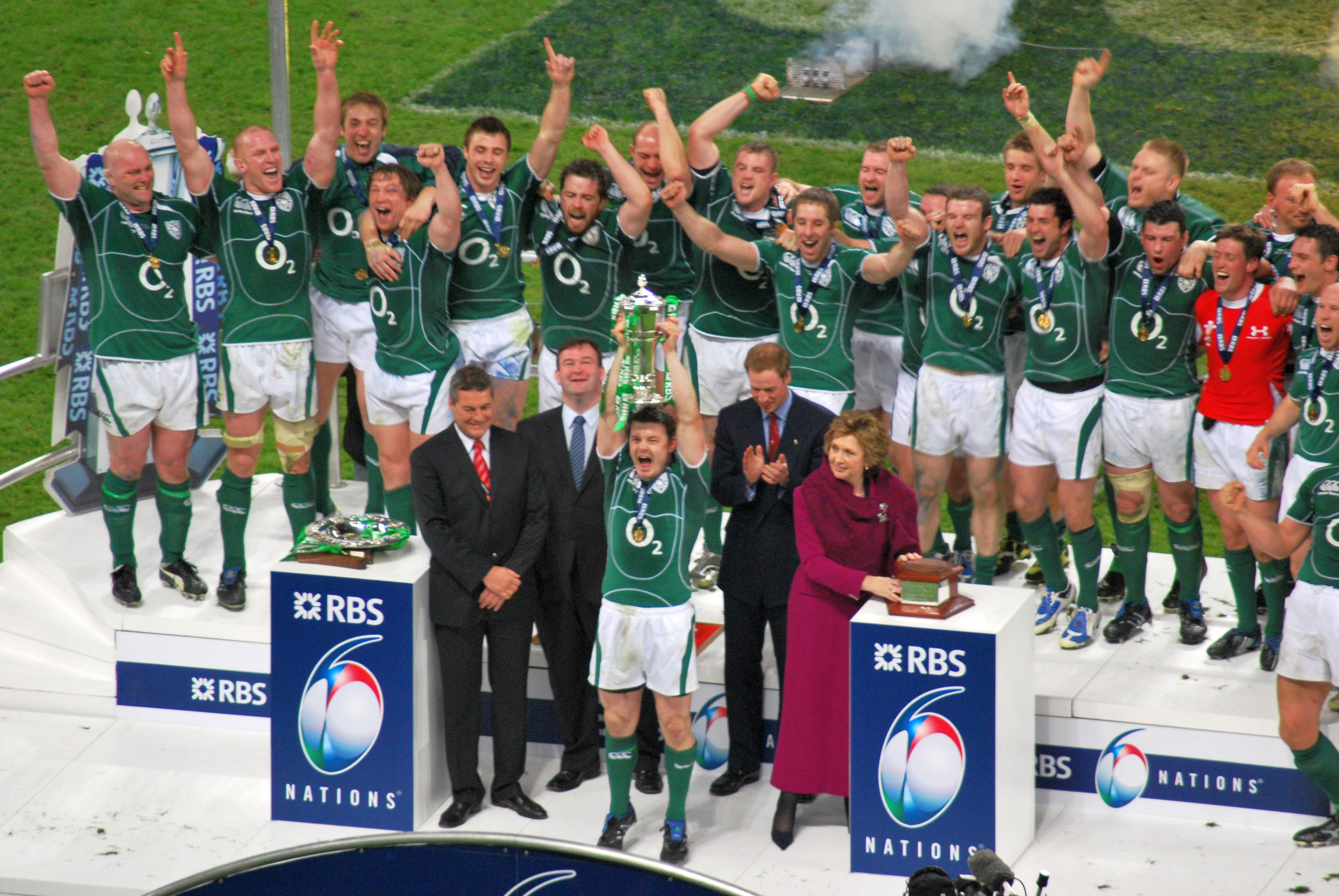
Brian O’Driscoll mit der Grand-Slam-Trophäe der Six Nations 2009

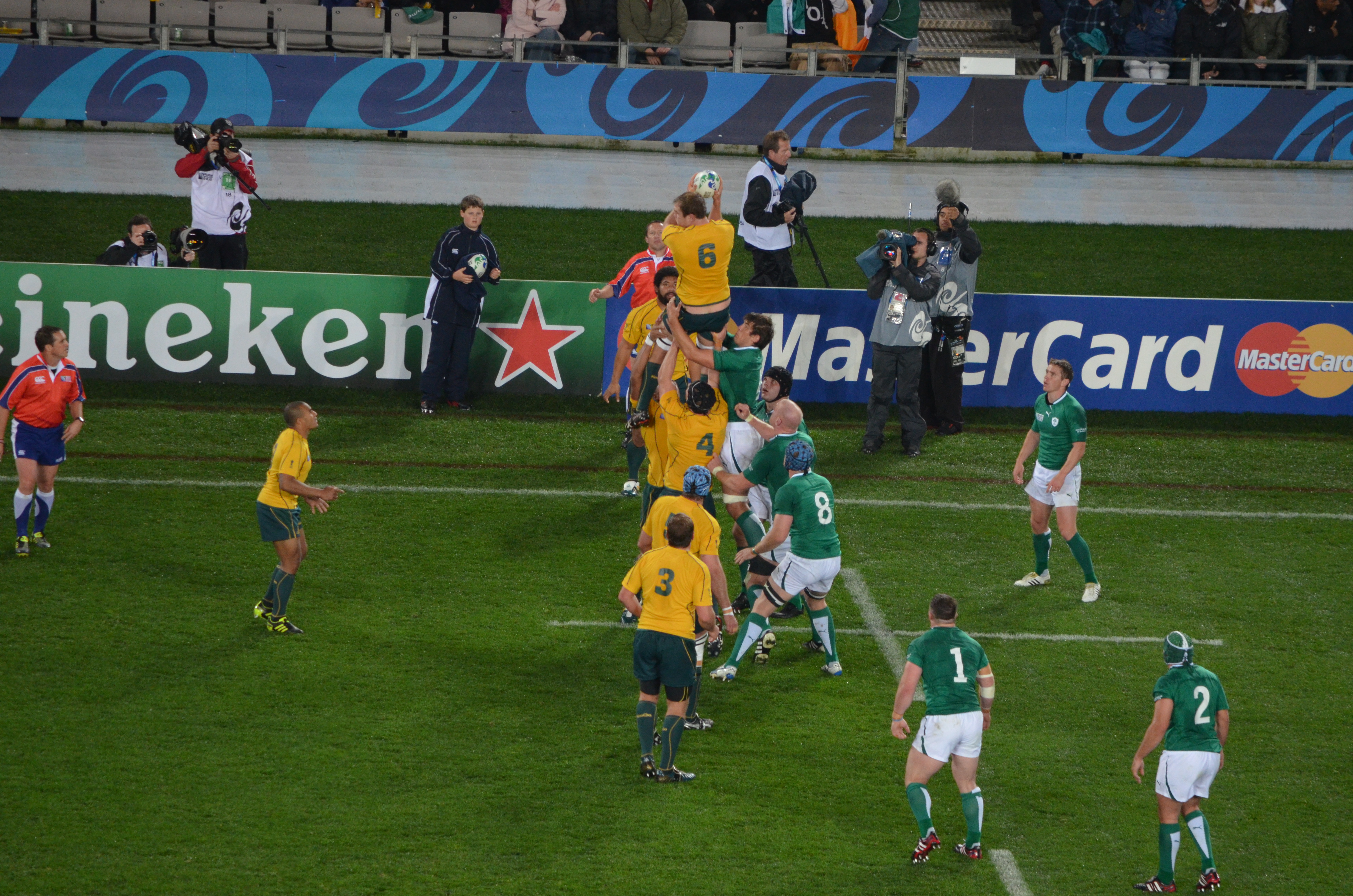
Irland gegen Australien während der WM 2011

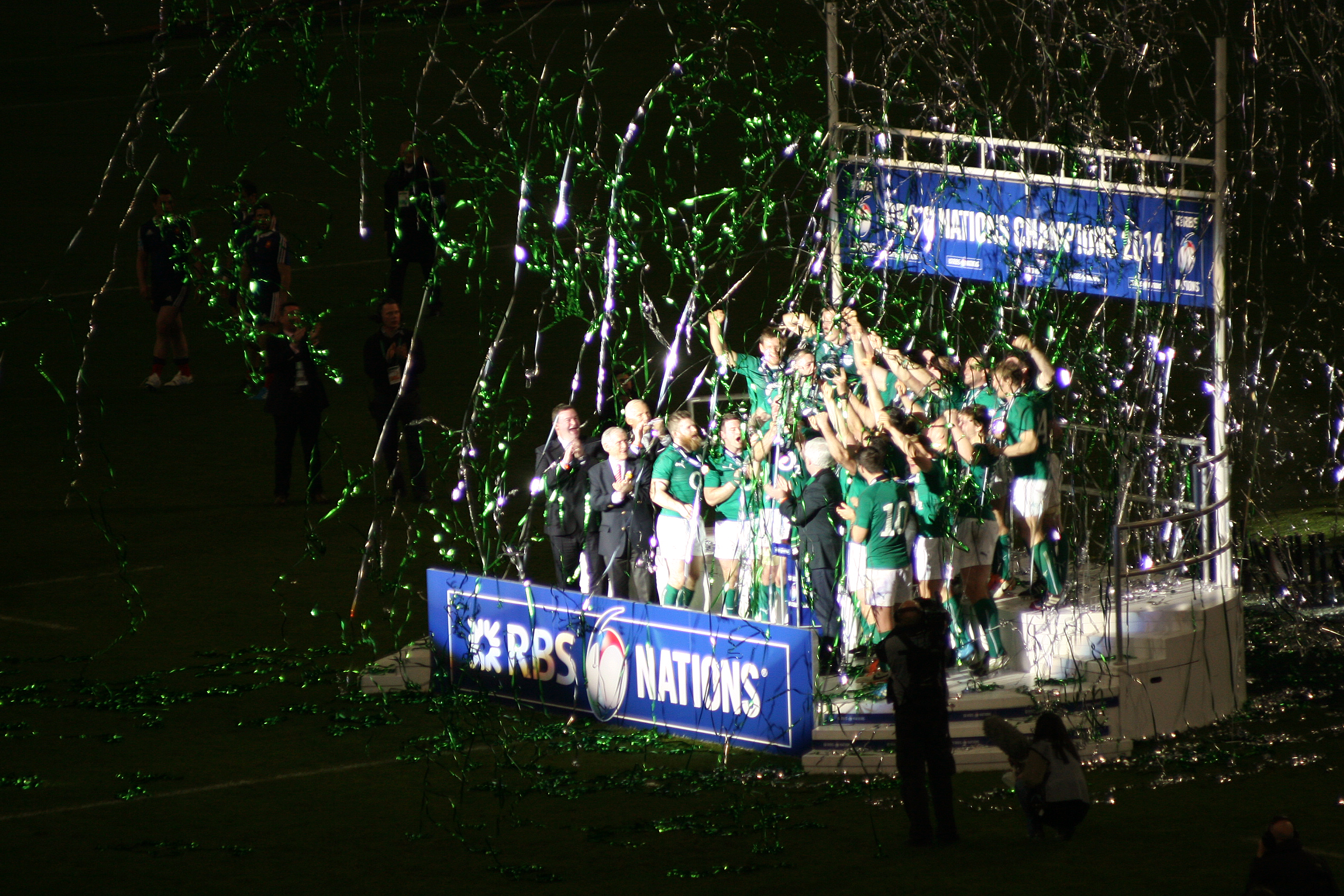
Die irischen Mannschaft feiert den Sieg beim Six Nations 2014

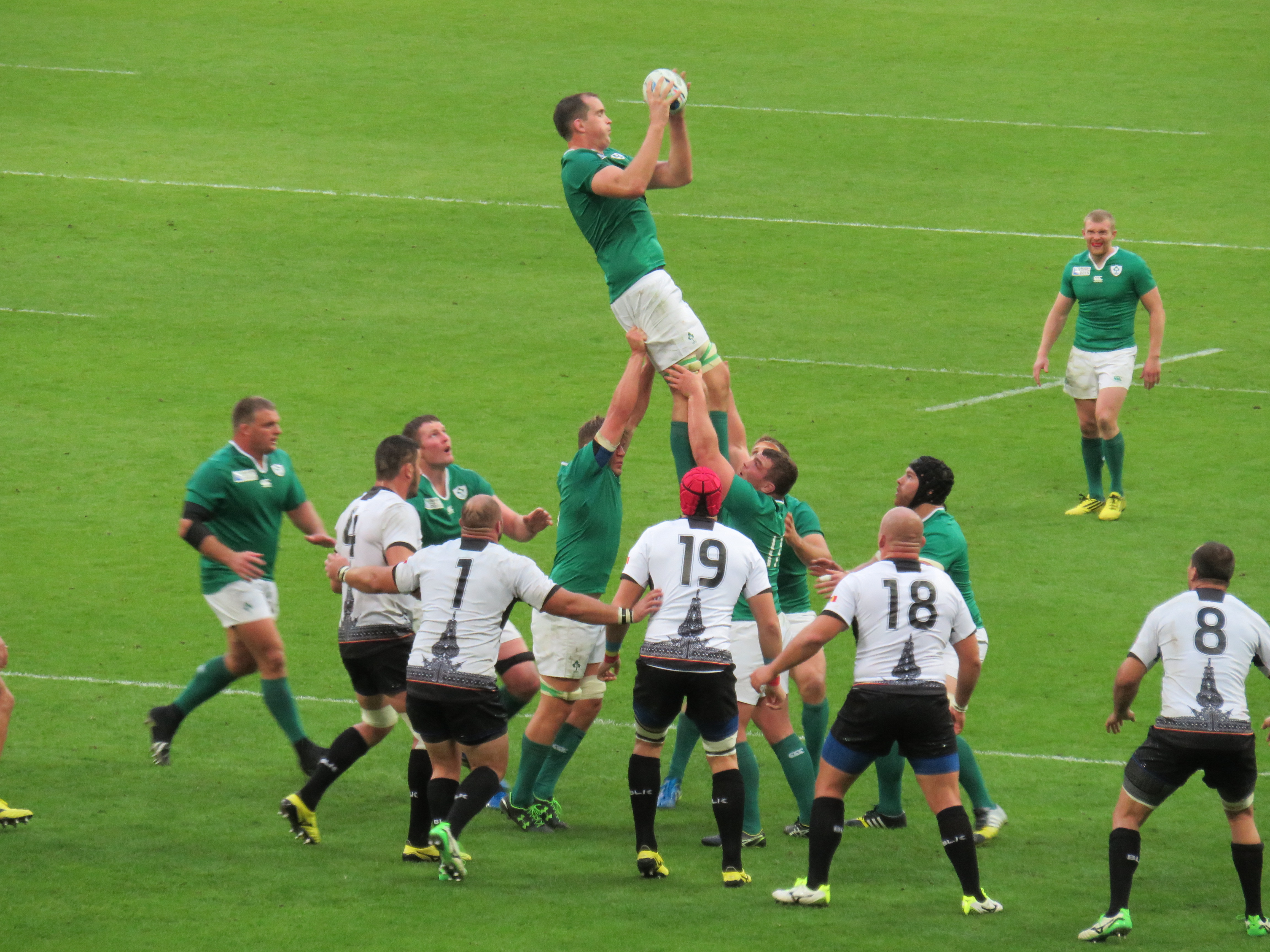
Irland gegen Rumänien während der WM 2015

Beim Six Nations 2003 verlor Irland das entscheidende Heimspiel um den Grand Slam gegen England mit 6:42, wodurch eine Serie von zehn aufeinanderfolgenden Heimsiegen seit September 2002 endete. Nach einer erfolgreichen WM-Vorbereitung mit Siegen über Wales, Italien und Schottland reisten die Iren recht optimistisch zur Weltmeisterschaft 2003 in Australien. Dort siegten sie in der Vorrunde zunächst deutlich gegen Rumänien und Namibia, ehe sie sich äußerst knapp mit 16:15 gegen Argentinien durchsetzten und schließlich mit 16:17 dem Gastgeber unterlagen. Als Gruppenzweite stießen sie ins Viertelfinale vor, in dem sie mit 27:43 gegen Frankreich ausschieden. Beim Six Nations 2004 waren die Iren die erste Mannschaft, der es gelang, die Engländer nach deren Weltmeistertitel zu bezwingen; dadurch sicherten sie sich nach 19 Jahren wieder eine Triple Crown und beendeten das Turnier auf dem zweiten Platz hinter den Franzosen. Im Rahmen der End-of-year Internationals 2004 gelang der erste Sieg über die Springboks seit 1965. Weitere Triple Crowns folgten 2006 und 2007, wobei Frankreich beide Male den Turniersieg verhinderte. Dazwischen bezwang Irland bei den End-of-year Internationals 2006 daheim sowohl Südafrika als auch Australien.
Das Six Nations 2007 war in mehrerer Hinsicht historisch: Wegen des Abrisses des Stadions Lansdowne Road war das Nationalteam drei Jahre lang auf eine Ersatzspielstätte in Dublin angewiesen. Die Gaelic Athletic Association (GAA) war zunehmend unter politischem Druck geraten, ihr Stadion Croke Park während dieser Zeit zur Verfügung zu stellen. Nicht nur die IRFU stellte Ansprüche, sondern auch die Football Association of Ireland, die eine gemeinsame Kandidatur mit Schottland für die Ausrichtung der Fußball-Europameisterschaft 2008 anstrebte. Im September 2002 lehnte die GAA Forderungen nach einer Lockerung der umstrittenen Regel 42, welche die Ausübung „fremder Spiele“ verbot, noch ab. Zweieinhalb Jahre später änderte der Verband seine Meinung und im April 2005 beschloss der GAA-Kongress mit der erforderlichen Zweidrittelmehrheit der Delegierten, Fußball und Rugby zuzulassen. Das erste Rugbyspiel in Croke Park war am 11. Februar 2007 die Six-Nations-Partie gegen Frankreich. Das folgende Spiel gegen England am 24. Februar war nicht unumstritten, da „God Save the Queen“ an einem Ort gespielt wurde, wo britische Soldaten am Blutsonntag 1920 vierzehn Zuschauer getötet hatten. Während die Republican Sinn Féin vor dem Stadion eine Protestveranstaltung abhielt, gewann das irische Team mit 43:13 und feierte den bis dahin deutlichsten Sieg über England.
Vor der Weltmeisterschaft 2007 in Frankreich galt Irland als Mitfavorit, enttäuschte dann aber auf der ganzen Linie. Nach zwei relativ knappen Siegen über die vermeintlichen Außenseiter Namibia und Georgien folgten Niederlagen gegen Frankreich und Argentinien. Somit schieden die Iren bereits nach der Vorrunde aus. Beim Six Nations 2008 erlitt Irland drei Niederlagen, worauf O’Sullivan als Nationaltrainer zurücktrat.

### Annäherung an die Weltspitze
Unter O’Sullivans Nachfolger Declan Kidney errangen die Iren beim Six Nations 2009 nicht nur den Turniersieg, sondern schafften zum zehnten Mal auch die Triple Crown und zum zweiten Mal überhaupt (nach 1948) den Grand Slam. Diese Erfolge sicherten sie sich im letzten Spiel auswärts gegen Wales, als Ronan O’Gara drei Minuten vor Spielende ein Dropgoal zum 17:15-Endstand erzielte. Mit einem Unentschieden gegen Australien sowie Siegen über Fidschi und den amtierenden Weltmeister Südafrika bei den End-of-year Internationals 2009 beendete Irland das Jahr unbesiegt, das erste Mal seit Beginn der Profi-Ära. Dementsprechend wurde der irische Trainer Kidney vom IRB zum „Trainer des Jahres“ ernannt. Im letzten Spiel der Six Nations 2010 – und dem letzten im Croke Park – mussten die Iren gegen Schottland eine 20:23-Niederlage hinnehmen und verpassten dadurch die erneute Triple Crown. Ihr erstes Heimspiel im neu erbauten Dubliner Aviva Stadium bestritt die Mannschaft am 6. November 2010 gegen Südafrika; es endete mit einer knappen 21:23-Niederlage. Im Auswärtsspiel gegen Wales beim Six Nations 2011 wurde Ronan O’Gara der erste Ire und fünfte Rugbyspieler überhaupt, der in Test Matches die Marke von 1000 erzielten Punkten überschritt. Einen weiteren Rekord steuerte Brian O’Driscoll im abschließenden Heimspiel gegen England bei, als er seinen 25. Versuch im Rahmen von Six-Nations-Turnieren erzielte.
Irland startete vielversprechend in die Weltmeisterschaft 2011 in Neuseeland und setzte sich in allen vier Vorrundenspielen gegen die USA, Australien, Russland und Italien in überzeugender Weise durch. Die Mannschaft scheiterte jedoch im Viertelfinale etwas überraschend mit 10:22 an Wales und schied aus. Bei den Mid-year Internationals 2012 trat die Mannschaft zweimal auswärts gegen Neuseeland an. Auf eine knappe 19:22-Niederlage folgte in Hamilton ein 0:60, gleichbedeutend mit der bis heute deutlichsten Niederlage Irlands überhaupt. Das Six Nations 2013 verlief ebenfalls enttäuschend. Irland erlitt die erste Heimniederlage gegen England seit zehn Jahren und die erste Niederlage gegen Italien in den Six Nations überhaupt. Die IRFU entschied sich daraufhin, Kidneys Vertrag nicht zu verlängern und stellte Ende April Joe Schmidt als neuen Nationaltrainer vor.
Im Rahmen der End-of-year Internationals 2013 traf Irland auf Neuseeland und lag fast das gesamte Spiel über in Führung, musste sich aber letztlich mit 22:24 geschlagen geben. Die Six Nations 2014 begann Irland mit Siegen über Schottland und Wales, gefolgt von einer 10:13-Niederlage gegen England. Die Mannschaft bezwang daraufhin Italien und Frankreich, wodurch sie den Turniersieg sicherstellte. Die Niederlage gegen England blieb die einzige in diesem Jahr: Bei den Mid-year Internationals 2014 gewannen die Iren zweimal auswärts gegen Argentinien, bei den End-of-year Internationals 2014 unter anderem gegen Südafrika und Australien. Beim Six Nations 2015 gelang die Titelverteidigung trotz einer Niederlage gegen Wales, aufgrund der besseren Punktedifferenz. Es war dies der insgesamt 20. Turniersieg und für einige Wochen belegte Irland hinter Neuseeland den zweiten Platz in der World-Rugby-Weltrangliste, was der bisher besten Platzierung der Mannschaft entsprach. Entsprechend gehörten die Iren vor der Weltmeisterschaft 2015 in England zum Kreis der Titelanwärter. Weitgehend problemlos setzten sie sich in der Vorrunde gegen Kanada, Rumänien, Italien und Frankreich durch. Als Gruppensieger trafen sie im Viertelfinale auf Argentinien, wurden jedoch von den offensiv überragenden Pumas überrumpelt und schieden mit 20:43 aus.
Bedingt durch die Absenzen mehrerer verletzter Stammspieler belegte Irland beim Six Nations 2016 nur den dritten Platz. Zum Auftakt der End-of-year Internationals 2016 gelang den Iren am 5. November im Soldier Field in der amerikanischen Metropole Chicago Historisches, als sie Neuseeland mit 40:29 bezwangen. Im 29. Aufeinandertreffen war dies der erste Sieg der Men in Green über die All Blacks; zuvor hatte es in 111 Jahren außer einem Unentschieden 1973 ausschließlich Niederlagen gegeben. Es war auch Neuseelands einzige Niederlage des Jahres und beendete zugleich deren Siegesserie in 18 aufeinanderfolgenden Test Matches. Irland schloss die Six Nations 2017 hinter England auf dem zweiten Platz ab, nachdem man diese Mannschaft im letzten Spiel mit 13:9 bezwang und so deren Rekordserie von 18 aufeinanderfolgenden Siegen seit 2015 beendete sowie ihr einen Grand Slam verwehrte. Da mehrere der besten Spieler wegen der Tour der British and Irish Lions nach Neuseeland nicht zur Verfügung standen, bestritt Irland die Mid-year Internationals 2017 mit einer Entwicklungsmannschaft, die unter anderem zweimal Japan bezwang. Das herausragende Ergebnis der End-of-year Internationals 2017 war der 38:3-Heimsieg über Südafrika, mit dem bisher deutlichsten Resultat gegen diese Mannschaft.
Irland gewann beim Six Nations 2018 alle fünf Spiele; die Mannschaft schaffte somit neben dem Turniersieg die Triple Crown und zum dritten Mal den Grand Slam. Die Entscheidung fiel mit einem 24:15-Auswärtssieg gegen England. Im Juni 2018 entschied Irland eine Serie von drei Test Matches gegen Australien mit 2:1 Siegen für sich und am 24. November folgte der zweite Sieg über Neuseeland, diesmal in Dublin. Daraufhin wurde der Trainer Schmidt von World Rugby zum „Trainer des Jahres“ ernannt. Beim Six Nations 2019 konnte die Mannschaft die hochgeschraubten Erwartungen nicht erfüllen und belegte den dritten Platz. Im Vorfeld der Weltmeisterschaft 2019 bestritt Irland mehrere Vorbereitungsspiele und gewann unter anderem zweimal gegen Wales. Am 9. September 2019, also unmittelbar vor Beginn des WM-Turniers, kletterte Irland zum ersten Mal in der Geschichte auf die Spitzenposition der Weltrangliste und gehörte somit zu den meistgenannten Titelfavoriten.
In der Gruppenphase besiegten die Iren zunächst Schottland, verloren dann aber überraschend mit 12:19 gegen Gastgeber Japan. Zwei weitere Siege gegen Russland und Samoa erbrachten den zweiten Gruppenrang und somit die Qualifikation für das Viertelfinale. In diesem traf Irland auf den amtierenden Weltmeister und verlor deutlich mit 14:46, wodurch die Mannschaft zum siebten Mal in der ersten K.-o.-Runde ausschied. Wie bereits ein Jahr zuvor angekündigt, trat Joe Schmidt nach der Weltmeisterschaft zurück und übergab das Team seinem Nachfolger Andy Farrell. Im Rahmen der End-of-year Internationals 2021 gelang erneut ein Heimsieg über Neuseeland. Beim Six Nations 2022 schaffte Irland zum zwölften Mal die Triple Crown, verpasste aber den Turniersieg wegen einer 24:30-Heimniederlage gegen Frankreich (das wiederum den Titel mit einem Grand Slam holte). Während der Mid-year Internationals 2022 gewann Irland erstmals eine Auswärtsserie gegen Neuseeland mit 2:1. Dies waren Irlands erste Siege in Neuseeland überhaupt. Zum Jahresende kamen Siege gegen Südafrika, Fidschi und Australien dazu.
Beim Six Nations 2023 gelang den Iren der erste Turniersieg seit 2018. Mit Siegen gegen alle anderen Mannschaften schafften sie zudem den vierten Grand Slam und die 13. Triple Crown. Bei der Weltmeisterschaft 2023 in Frankreich galten die Iren aufgrund ihrer Leistungen vor dem Turnier als einer der Turnierfavoriten. In der Gruppenphase gelangen Irland deutliche Siege gegen Rumänien (82:8), Tonga (59:16) und Schottland (36:14), aber auch gegen den Titelverteidiger und späteren Weltmeister Südafrika knapp (13:8). Im Viertelfinale unterlagen die Iren jedoch Neuseeland knapp (24:28). Während des Turnieres avancierte Jonathan Sexton mit 1108 Punkten zu Irlands besten Scorer und brach den Rekord, den zuvor Ronan O’Gara gehalten hatte. Zu Turnierende wurde der Nationaltrainer Farrell von World Rugby zum „Trainer des Jahres“ ernannt. Beim Six Nations 2024 verteidigten die Iren ihren Titel, lediglich gegen England resultierte eine knappe Niederlage. Ein Jahr später gewann das Team zwar die Triple Crown, verpasste nach einer deutlichen Heimniederlage gegen Frankreich jedoch den Turniersieg.

## Symbol, Flagge und Hymne

Flagge der IRFU

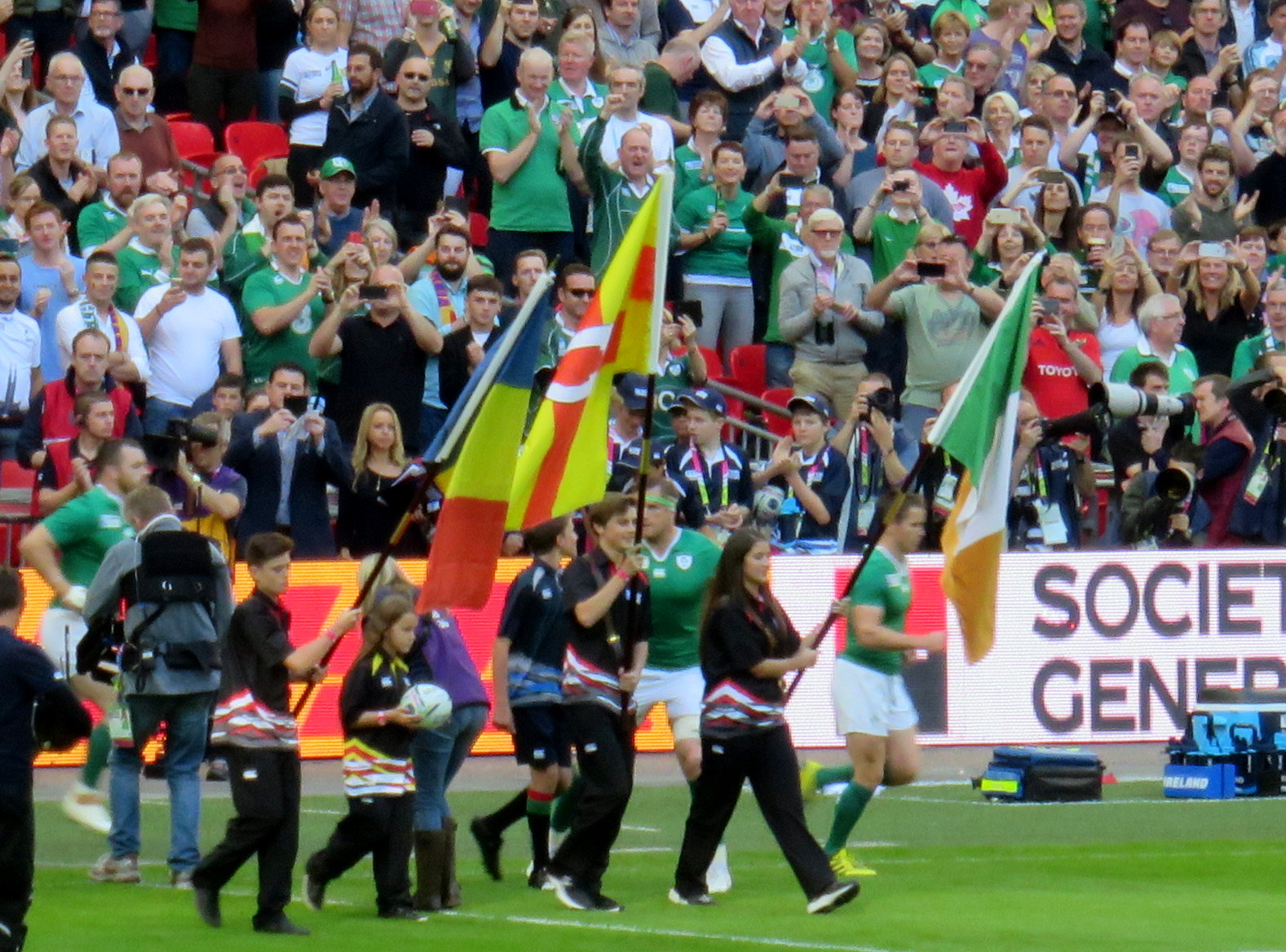
Irland betritt während der WM 2015 das Spielfeld mit der Flagge der Republik Irland und der Flagge Ulsters

Irland spielt traditionell in einem grünen Trikot mit weißer Hose und grünen Socken, weshalb die Spieler auch als men in green („Männer in Grün“) bezeichnet werden. Das Logo enthält ein Shamrock (dreiblättriges Kleeblatt) und einen Rugbyball; bereits beim ersten Spiel einer irischen Mannschaft im Jahr 1874 war auf dem Emblem ein Kleeblatt abgebildet.
Von 1996 bis zum Sommer 2002 war Irish Permanent der Hauptsponsor Irlands, das nach einer Fusion unter Permanent TSB firmierte und bis zum Herbst 2006 die Nationalmannschaft sponserte. Seit 2014 ist O2 Irlands Trikotsponsor. Three Ireland war bis zum Sommer 2016 Hauptsponsor der Iren und wurde von Vodafone abgelöst. Bis 1992 war Umbro Trikotausrüster Irlands. Zwischen 1992 und dem Sommer 2000 wurde das irische Trikot von Nike hergestellt. Canterbury übernahm im Sommer 2000 und stattete die Iren bis 2009 aus. Im November 2009 übernahm dann Puma die Ausrüstung der Iren. Im Januar 2014 unterzeichnete die IRFU einen Vertrag mit Canterbury, das zwischen November 2014 und 2020 das Trikot herstellte.
Die irische Rugby-Union-Nationalmannschaft ist eine der wenigen nationalen Mannschaften auf der Insel, die sowohl bei irischen Nationalisten als auch bei den Anhängern einer Union mit dem Vereinigten Königreich Unterstützung genießt. Da die Mannschaft sich aus Spielern aus zwei voneinander unabhängigen Ländern zusammensetzt, gab es in der Vergangenheit mehrmals Kontroversen über die zu verwendenden Flaggen und Hymnen. Als die irischen Länderspiele noch abwechslungsweise in Belfast und Dublin ausgetragen wurden, ertönte bei den Spielen in Belfast die britische Nationalhymne God Save the Queen, bei den Spielen in Dublin die irische Nationalhymne Amhrán na bhFiann. Bei Auswärtsspielen wurde keine Hymne gespielt. Von 1954 bis 2007 verzichtete die IRFU ganz darauf, Test Matches in Belfast auszutragen, um möglichen Konflikten zwischen Nationalisten und Unionisten in Nordirland von vornherein aus dem Weg zu gehen. Während der Weltmeisterschaft 1987 diente die traditionelle Ballade The Rose of Tralee (in einer Interpretation von James Last) als Hymne Irlands.
Seit 1995 wird bei Auswärtsspielen Ireland’s Call gespielt, eine von Phil Coulter eigens zu diesem Zweck komponierte Hymne, die das Zusammengehörigkeitsgefühl der vier historischen Provinzen Irlands betont und keinen Hinweis auf die politische Teilung enthält. Dies führte zu Beginn zu Protesten bei einigen Spielern und Fans aus der Republik Irland, die forderten, dass weiterhin Amhrán na bhFiann gespielt werden sollte. Aus diesem Grund wird Ireland’s Call bei Heimspielen in Dublin stets zusammen mit Amhrán na bhFiann gespielt. Dies wiederum führte im August 2007 vor dem WM-Vorbereitungsspiel gegen Italien (dem ersten Spiel der Iren in Belfast seit 1954) zu ähnlichen Protesten von Spielern und unionistischen Fans aus Nordirland. Sie verlangten, in Belfast solle neben Ireland’s Call auch God Save the Queen gespielt werden, was die IRFU jedoch ablehnte. Sie begründete dies damit, dass Ireland's Call und Amhrán na bhFiann nur in Dublin zusammen gespielt werden, während außerhalb der Republik Irland ausschließlich Ireland's Call verwendet wird.
Die Flagge Irlands wird ausschließlich bei Spielen in Dublin gehisst, und dies auch nur zusammen mit einer Flagge, welche die vier historischen Provinzen Irlands (Connacht, Leinster, Munster und Ulster) symbolisiert. Bei Auswärtsspielen wird nur die Verbandsflagge gehisst. Häufig verwendet wird das typisch irische Shamrock-Symbol. Während der Weltmeisterschaften 2011, 2015 und 2019 betrat die irische Mannschaft das Spielfeld sowohl mit der Flagge der Republik Irland als auch mit der Flagge der Provinz Ulster.

## Trikotausrüster und -sponsoren

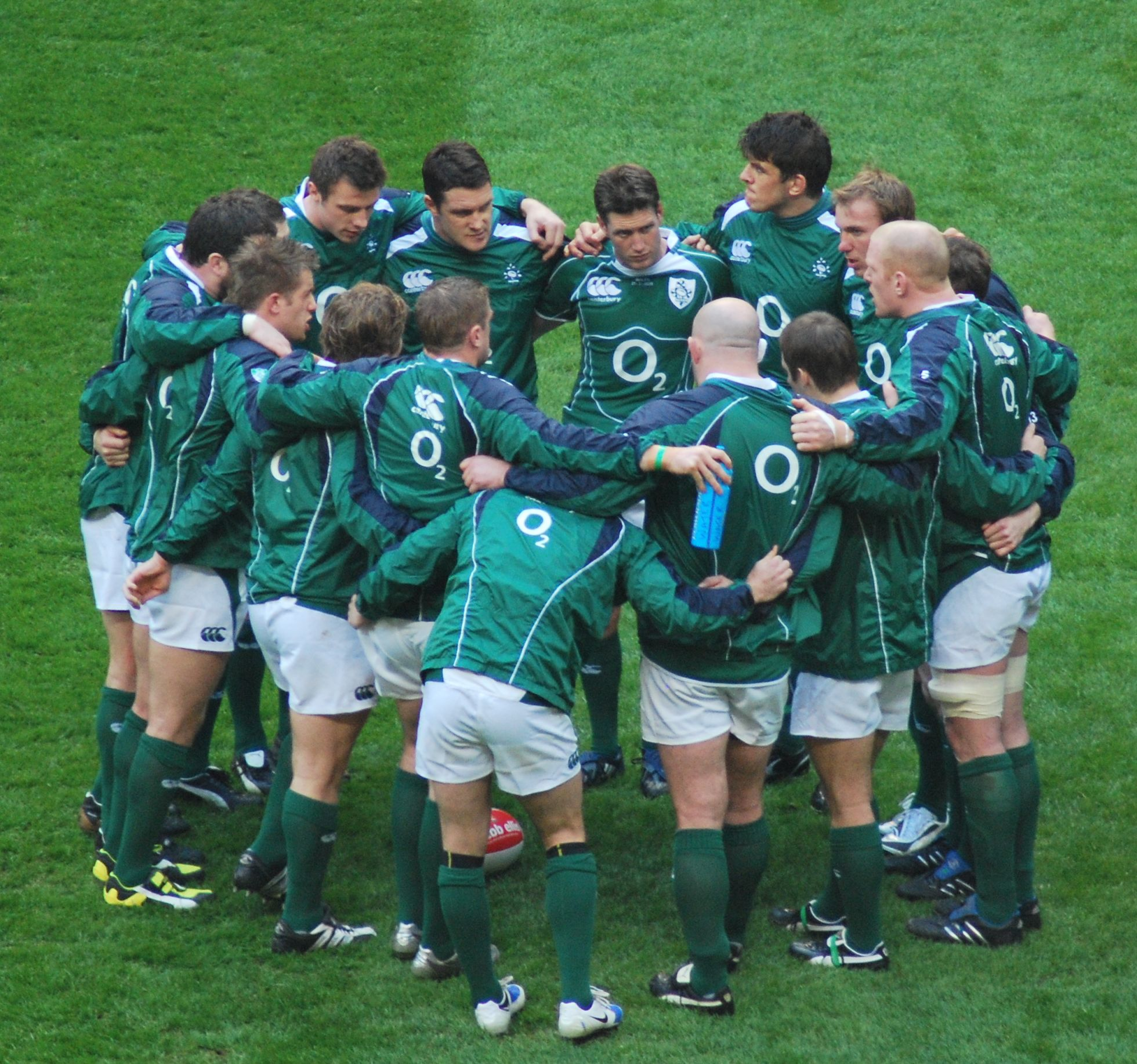
Das irische Trikot 2009, als O_{2} der Trikotsponsor war

Seit den 1990er Jahren traten die folgenden Trikotausrüster und -sponsoren in Erscheinung:
| Zeitraum  | Ausrüster  | Sponsor       |
| --------- | ---------- | ------------- |
| ?–1991    | Umbro      | –             |
| 1992–1996 | Nike       | –             |
| 1996–2000 | Nike       | Permanent TSB |
| 2000–2006 | Canterbury | Permanent TSB |
| 2006–2009 | Canterbury | O2            |
| 2009–2014 | Puma       | O2            |
| 2014–2016 | Canterbury | 3             |
| seit 2016 | Canterbury | Vodafone      |

## Heimstadion

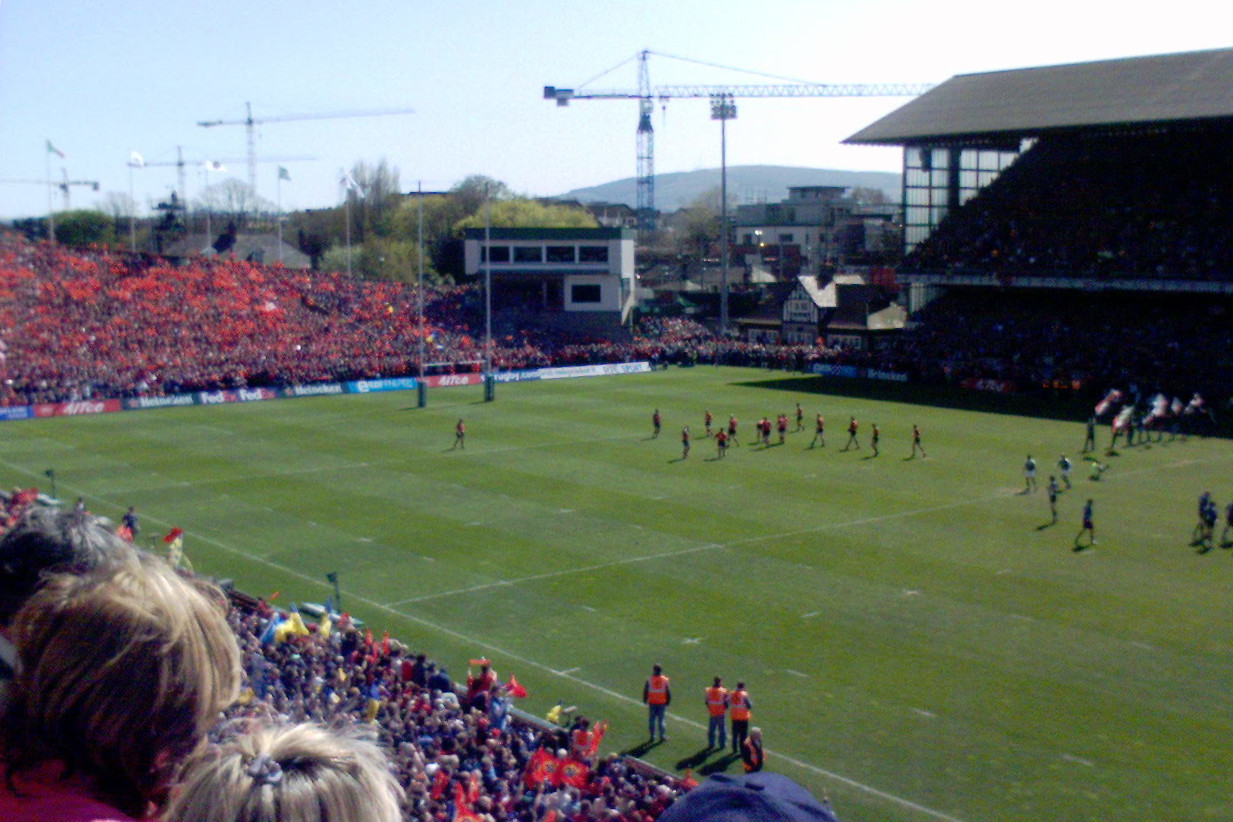
Lansdowne Road, altes Heimstadion des irischen Rugbys in Dublin

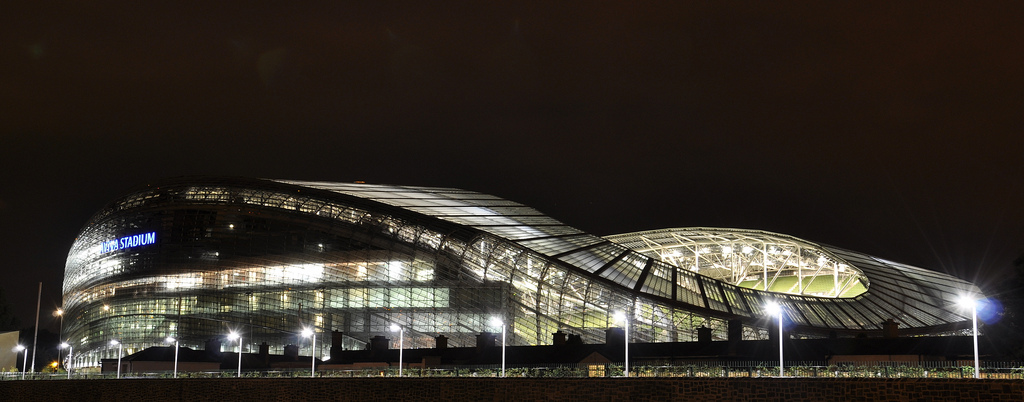
Das Aviva Stadium in der Lansdowne Road

Die traditionelle Heimstätte des irischen Rugbys war Lansdowne Road in Dublin, wo Irland die meisten seiner Heimspiele bestritt. Das Stadion wurde im Sommer 2007 abgerissen und bis Mai 2010 durch einen Neubau am selben Ort ersetzt. Die IRFU verkaufte die Namensrechte an eine Versicherungsgesellschaft, sodass das Bauwerk den Namen Aviva Stadium trägt.
Das ursprüngliche Stadion, das der IRFU gehörte, wurde 1872 errichtet und war das erste reine Rugbystadion, in dem Test Matches stattfanden. 1878 wurde dort das erste Test Match bestritten, als Irland England empfing (das erste Rugbyspiel in dem Stadion überhaupt fand zwischen Ulster und Leinster statt). Lansdowne Road besaß vor dem Abriss eine Kapazität von etwas mehr als 49.000 Zuschauern, das neue Stadion bietet 51.700 Zuschauern Platz. Das letzte irische Test Match vor dem Beginn der Bauarbeiten fand am 26. November 2006 gegen die Pacific Islanders statt.
Nachdem Lansdowne Road während der Bauarbeiten nicht für Rugbyspiele zur Verfügung stand, stand Irland in den folgenden Six Nations ohne Heimstadion da. Daraufhin stellte die Gaelic Athletic Association (GAA) den Croke Park (mit einer Kapazität von 82.500 Zuschauern) für die irischen Heimspiele gegen Frankreich und England 2007 zur Verfügung. Dies waren die ersten Rugbyspiele, die in dem Stadion stattfanden. Croke Park beherbergte auch die anderen Heimspiele Irlands während den Six Nations sowie weitere Test Matches bis zur Fertigstellung des neuen Stadions in der Lansdowne Road.
Das erste Test Match Irland im neu errichteten Aviva Stadium fand am 6. November 2010 gegen den damaligen Weltmeister Südafrika statt, wobei die Springboks das Spiel mit 23:22 gewannen. Aufgrund der historischen Bedeutung des Spieles bot Südafrika an, im Auswärtstrikot zu spielen, womit Irland das Spiel im Heimtrikot bestreiten konnte; für gewöhnlich bestreitet die Heimmannschaft ein Spiel im Auswärtstrikot, wenn die Trikotfarben beider Mannschaften übereinstimmen.

## Test Matches

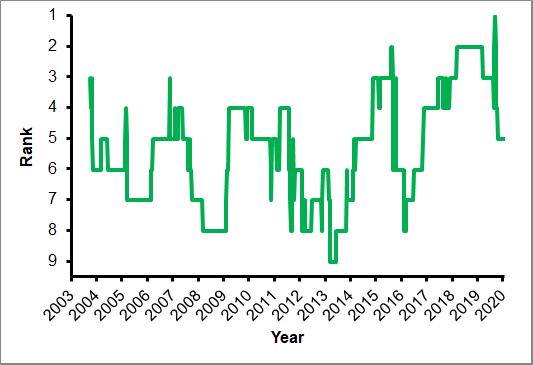
Irlands Position in der World-Rugby-Weltrangliste seit dem 10. Oktober 2003

Irland hat 365 seiner bisher 759 Test Matches gewonnen, was einer Gewinnquote von 48,09 % entspricht. Irlands Statistik der Test Matches gegen alle Nationen, alphabetisch geordnet, ist wie folgt (Stand: 17. März 2025):
| Land               | Spiele | Gewonnen | Unent- schieden | Verloren | % Siege |
| ------------------ | ------ | -------- | --------------- | -------- | ------- |
| Argentinien        | 20     | 14       | 0               | 6        | 70,00   |
| Australien         | 38     | 15       | 1               | 22       | 39,47   |
| England            | 143    | 54       | 8               | 81       | 37,76   |
| Fidschi            | 6      | 6        | 0               | 0        | 100,00  |
| Frankreich         | 104    | 37       | 7               | 60       | 35,58   |
| Georgien           | 5      | 5        | 0               | 0        | 100,00  |
| Italien            | 38     | 34       | 0               | 4        | 89,47   |
| Japan              | 10     | 9        | 0               | 1        | 90,00   |
| Kanada             | 8      | 7        | 1               | 0        | 87,50   |
| Namibia            | 4      | 2        | 0               | 2        | 50,00   |
| Neuseeland         | 38     | 5        | 1               | 32       | 13,16   |
| Pacific Islanders  | 1      | 1        | 0               | 0        | 100,00  |
| Rumänien           | 9      | 9        | 0               | 0        | 100,00  |
| Russland           | 3      | 3        | 0               | 0        | 100,00  |
| Samoa              | 8      | 7        | 0               | 1        | 87,50   |
| Schottland         | 143    | 72       | 6               | 65       | 50,35   |
| Südafrika          | 30     | 10       | 1               | 19       | 33,33   |
| Tonga              | 3      | 3        | 0               | 0        | 100,00  |
| Wales              | 136    | 60       | 7               | 69       | 44,12   |
| Simbabwe           | 1      | 1        | 0               | 0        | 100,00  |
| Vereinigte Staaten | 11     | 11       | 0               | 0        | 100,00  |
| Gesamt             | 759    | 365      | 32              | 362      | 48,09   |

Nicht inbegriffen sind Spiele gegen diverse Auswahlmannschaften im Rahmen der Überseetouren der Amateur-Ära sowie die von der Irish Rugby Football Union (IRFU) nicht offiziell anerkannten Begegnungen mit Nichtmitgliedern, denen lange Zeit nicht der volle Status als Test Matches zugestanden wurde – auch rückwirkend nicht. Die Spiele im Rahmen der Victory Internationals gelten nicht als Test Matches, ebenso wenig Begegnungen mit den Barbarians.

## Rivalitäten mit anderen Nationalmannschaften
Insbesondere mit den Nationalmannschaften der benachbarten britischen Home Nations pflegen die Iren eine große Rivalität, wobei das Duell mit England besonders hervorzuheben ist. Irland und England bestritten bisher 143 Test Matches, wovon Irland 54 und England 81 gewann, die anderen acht Spiele endeten unentschieden. Bei Weltmeisterschaften spielten beide Mannschaften bisher noch nicht gegeneinander.
Neben England ist auch Schottland ein großer Rivale. Diese Rivalität zwischen den beiden „keltischen Nationen“ ist geprägt durch viele besondere Vorfälle im Lauf der Jahrzehnte; zusätzlich gewinnt die Rivalität eine besondere Note durch die wechselseitige Einwanderung, die im 19. und auch im 20. Jahrhundert stattfand. Von den 143 bisherigen Begegnungen gewann Irland 72 und Schottland 65, zuzüglich 6 Unentschieden. Bei Weltmeisterschaften trafen die Mannschaften bisher dreimal aufeinander (Gruppenspiele 1991, 2019 und 2023), wobei Schottland 1991 gewann und Irland 2019 und 2023.
Wie die anderen etablierten Rugbynationen der nördlichen Hemisphäre pflegt auch Irland eine gewisse Rivalität mit den „großen“ Nationalmannschaften der südlichen Hemisphäre. So traf Irland bisher dreimal bei Weltmeisterschaften auf die All Blacks, verlor jedoch alle drei Spiele (Gruppenspiel 1995 und Viertelfinale 2019 und 2023). Gegen die Wallabies ist die Bilanz etwas ausgeglichener: Von bisher fünf Begegnungen gewann Irland eine (Gruppenspiel 2011) und verlor die anderen vier (Viertelfinale 1987 und 1991 sowie die Gruppenspiele 1999 und 2003). Gegen die Springboks spielte Irland bei der Weltmeisterschaft 2023 und gewann das Gruppenspiel.

## Erfolge

### Weltmeisterschaften
Irland hat bisher an jeder Weltmeisterschaft teilgenommen und erreichte bisher neunmal das Viertelfinale, verlor aber jeweils gegen Australien (1987 und 1991), Frankreich (1995 und 2003), Argentinien (1999 und 2015), Wales (2011) sowie Neuseeland (2019 und 2023). Bei der Weltmeisterschaft 1999 verlor Irland das Spiel in der „Hoffnungsrunde“ gegen Argentinien und verpasste somit die Qualifikation für das Viertelfinale. Bei der Weltmeisterschaft 2007 kam Irland nach zwei gewonnenen und zwei verlorenen Spielen nicht über die Gruppenphase hinaus.
| Jahr | Resultat        | Spiele          | Siege           | Unent.          | Ndlg.           | +/-             | Punkte          |
| ---- | --------------- | --------------- | --------------- | --------------- | --------------- | --------------- | --------------- |
| 1987 | Viertelfinale   | 4               | 2               | 0               | 2               | 99:74           | 4               |
| 1991 | Viertelfinale   | 4               | 2               | 0               | 2               | 120:70          | 7               |
| 1995 | Viertelfinale   | 4               | 2               | 0               | 2               | 105:130         | 7               |
| 1999 | Hoffnungsrunde  | 4               | 2               | 0               | 2               | 124:73          | 4               |
| 2003 | Viertelfinale   | 5               | 3               | 0               | 2               | 162:99          | 15              |
| 2007 | Vorrunde        | 4               | 2               | 0               | 2               | 64:82           | 9               |
| 2011 | Viertelfinale   | 5               | 4               | 0               | 1               | 145:56          | 17              |
| 2015 | Viertelfinale   | 5               | 4               | 0               | 1               | 154:78          | 18              |
| 2019 | Viertelfinale   | 5               | 3               | 0               | 2               | 135:73          | 16              |
| 2023 | Viertelfinale   | 5               | 4               | 0               | 1               | 214:74          | 19              |
| 2027 | qualifiziert    | qualifiziert    | qualifiziert    | qualifiziert    | qualifiziert    | qualifiziert    | qualifiziert    |
| 2031 | noch ausstehend | noch ausstehend | noch ausstehend | noch ausstehend | noch ausstehend | noch ausstehend | noch ausstehend |

### Home Nations / Five Nations / Six Nations

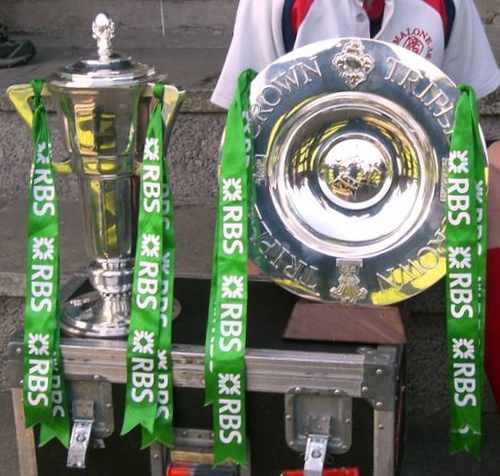
Irland gewann während den Six Nations 2009 sowohl den Grand Slam als auch die Triple Crown

Irlands einziges jährliches Turnier sind die Six Nations, wo man gegen fünf andere europäische Mannschaften antritt: England, Frankreich, Italien, Schottland und Wales. Die Six Nations begannen 1883 als Home Nations Championship, bestehend aus England, Irland, Schottland und Wales. Frankreich wurde 1910 Teil des Turniers, das damit zu den Five Nations wurde, ehe sich Italien 2000 dem Turnier anschloss, das seitdem als Six Nations firmiert. Irland gewann seinen ersten Titel 1894, mitsamt Triple Crown (Siege gegen die anderen Home Nations). Seitdem konnte Irland das Turnier 15 weitere Male gewinnen (zuletzt 2024), wobei insgesamt vier Grand Slams (alle Partien gewonnen) darunter waren. Hinzu kommen acht geteilte Siege bei diesen jährlichen Turnieren. Seit 1988 spielt Irland während der Six Nations die Millennium Trophy gegen England aus und seit 1989 den Centenary Quaich gegen Schottland.
- 16 alleinige Siege (1894, 1896, 1899, 1935, 1948, 1949, 1951, 1974, 1982, 1985, 2009, 2014, 2015, 2018, 2023, 2024)
- 8 geteilte Siege (1906, 1912, 1926, 1927, 1932, 1939, 1973, 1983)
- 4 Grand Slams (1948, 2009, 2018, 2023)
- 14 Triple Crowns (1894, 1899, 1948, 1949, 1982, 1985, 2004, 2006, 2007, 2009, 2018, 2022, 2023, 2025)

### Weitere Test Matches
Während der Amateur-Ära tourte Irland zum Teil monatelang ins Ausland, um gegen andere Nationalteams sowie gegen Regionalauswahlen und Vereinsmannschaften anzutreten. Ebenso empfing man in Irland tourende Nationalteams.
Die Touren nach alter Tradition kamen um das Jahr 2000 zum Erliegen. Heute stehen für Test Matches gegen Teams der südlichen Hemisphäre jedes Jahr zwei Zeitfenster zur Verfügung. Bei den Mid-year Internationals im Juni reist Irland in die Südhemisphäre, bei den End-of-year Internationals im November empfängt man Mannschaften aus der Südhemisphäre in Irland. Dabei spielt Irland seit 1999 gegen Australien um den Lansdowne Cup und seit 2012 gegen Argentinien um den Admiral Brown Cup (benannt nach dem in Irland geborenen Admiral William Brown und Gründer der Seestreitkräfte Argentiniens).

## Spieler

### Aktueller Kader
Die folgenden Spieler bildeten den Kader während der Six Nations 2025:
| Spieler             | Position         | Mannschaft | Länderspiele |
| ------------------- | ---------------- | ---------- | ------------ |
| Caolin Blade        | Gedrängehalb     | Connacht   | 003          |
| Jamison Gibson-Park | Gedrängehalb     | Leinster   | 038          |
| Conor Murray        | Gedrängehalb     | Munster    | 120          |
| Jack Crowley        | Verbinder        | Munster    | 019          |
| Sam Prendergast     | Verbinder        | Leinster   | 003          |
| Bundee Aki          | Innendreiviertel | Connacht   | 060          |
| Robbie Henshaw      | Innendreiviertel | Leinster   | 077          |
| Jamie Osborne       | Innendreiviertel | Leinster   | 005          |
| Garry Ringrose      | Innendreiviertel | Leinster   | 063          |
| Mack Hansen         | Außendreiviertel | Connacht   | 025          |
| James Lowe          | Außendreiviertel | Leinster   | 036          |
| Calvin Nash         | Außendreiviertel | Munster    | 008          |
| Jimmy O’Brien       | Außendreiviertel | Leinster   | 008          |
| Ciarán Frawley      | Schlussmann      | Leinster   | 008          |
| Hugo Keenan         | Schlussmann      | Leinster   | 042          |

| Spieler            | Position             | Mannschaft | Länderspiele |
| ------------------ | -------------------- | ---------- | ------------ |
| Rob Herring        | Hakler               | Ulster     | 043          |
| Rónan Kelleher     | Hakler               | Leinster   | 037          |
| Gus McCarthy       | Hakler               | Leinster   | 002          |
| Dan Sheehan        | Hakler               | Leinster   | 027          |
| Jack Aungier       | Pfeiler              | Connacht   | 000          |
| Finlay Bealham     | Pfeiler              | Connacht   | 046          |
| Jack Boyle         | Pfeiler              | Leinster   | 000          |
| Tom Clarkson       | Pfeiler              | Leinster   | 002          |
| Cian Healy         | Pfeiler              | Leinster   | 134          |
| Andrew Porter      | Pfeiler              | Leinster   | 070          |
| Tadhg Beirne       | Zweite-Reihe-Stürmer | Munster    | 056          |
| Iain Henderson     | Zweite-Reihe-Stürmer | Ulster     | 084          |
| Joe McCarthy       | Zweite-Reihe-Stürmer | Leinster   | 016          |
| James Ryan         | Zweite-Reihe-Stürmer | Leinster   | 067          |
| Ryan Baird         | Flügelstürmer        | Leinster   | 023          |
| Cormac Izuchukwu   | Flügelstürmer        | Ulster     | 001          |
| Peter O’Mahony     | Flügelstürmer        | Munster    | 110          |
| Cian Prendergast   | Flügelstürmer        | Connacht   | 004          |
| Josh van der Flier | Flügelstürmer        | Leinster   | 068          |
| Jack Conan         | Nummer Acht          | Leinster   | 046          |
| Caelan Doris       | Nummer Acht          | Leinster   | 047          |

### Bekannte Spieler

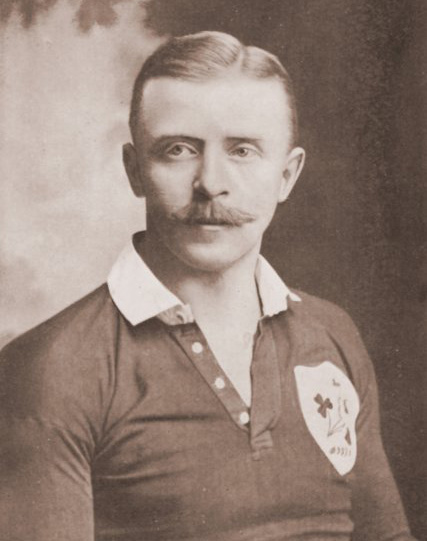
Basil Maclear (vor 1915)
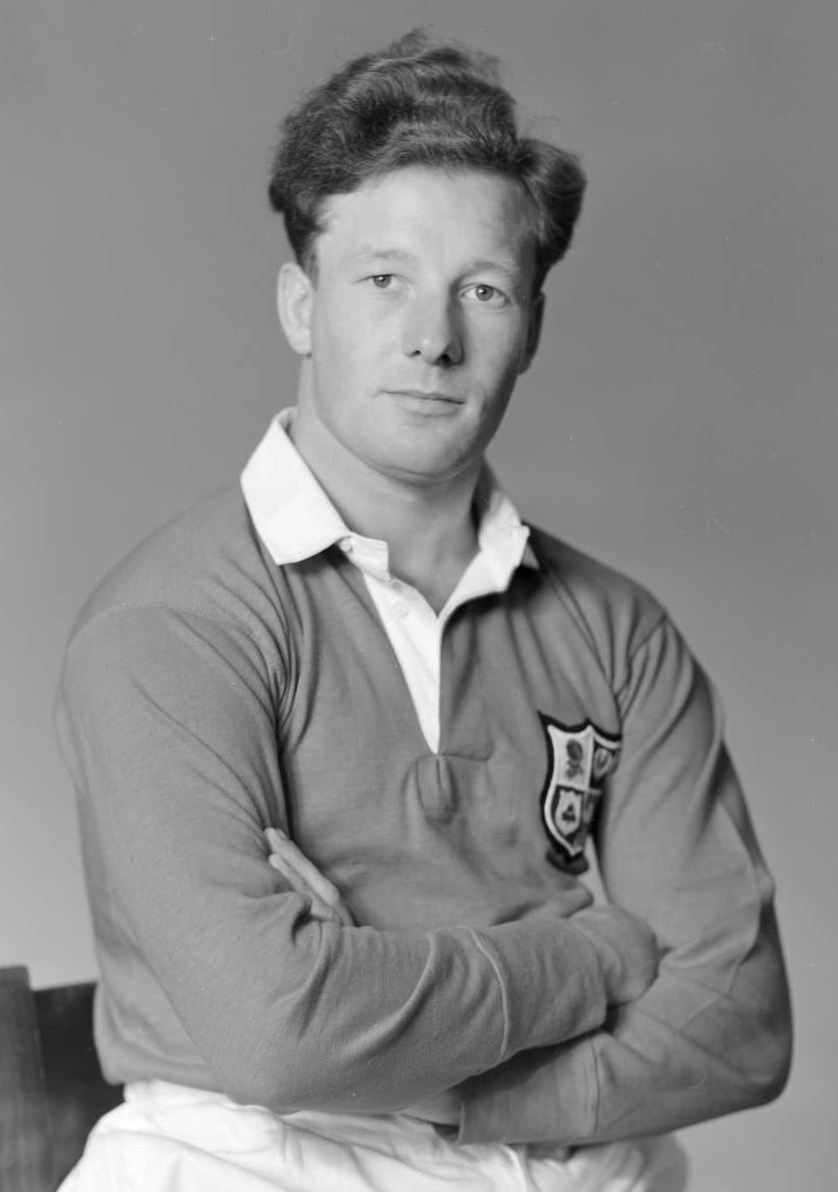
Jack Kyle (1950)

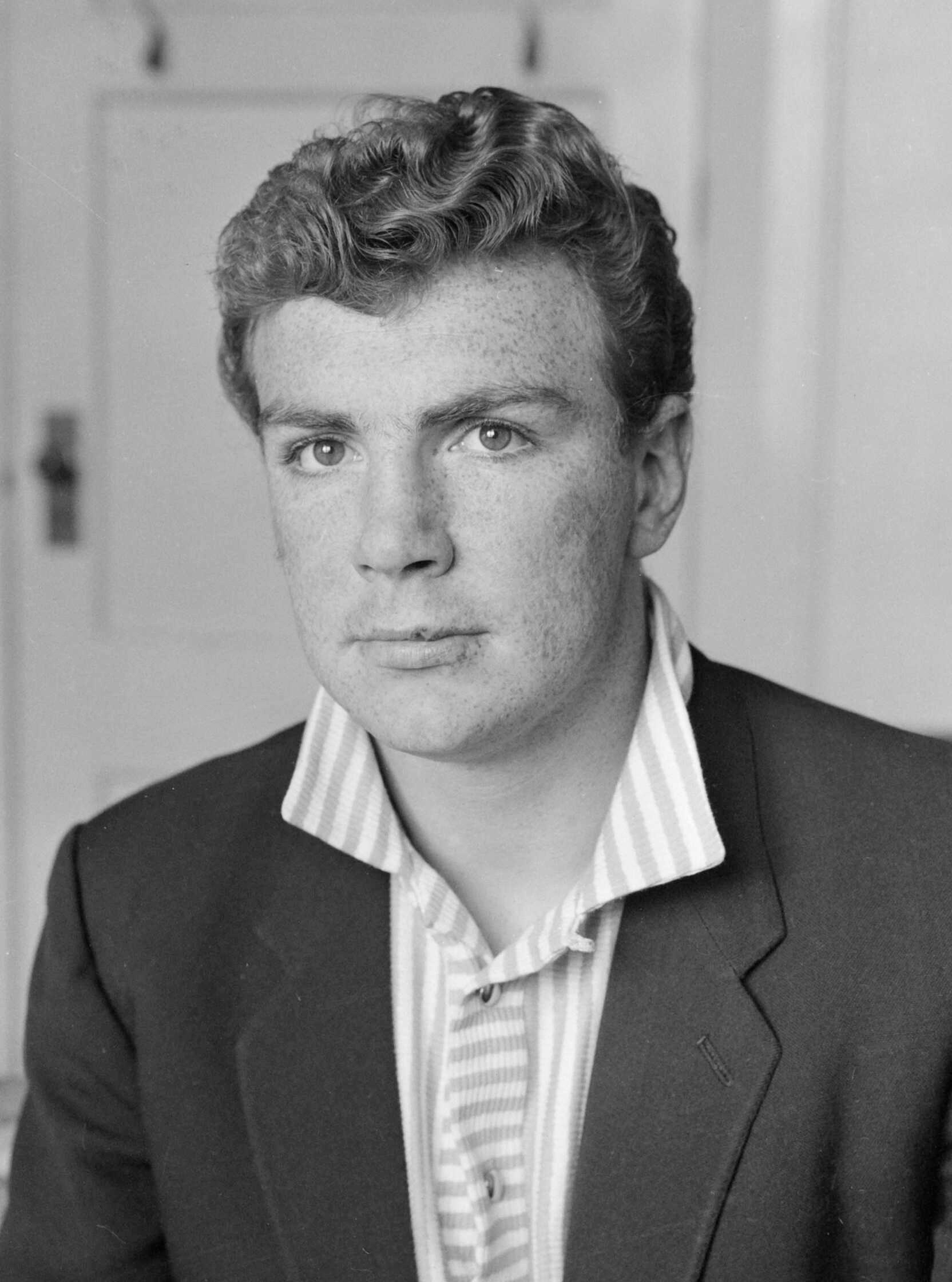
Tony O’Reilly (1959)
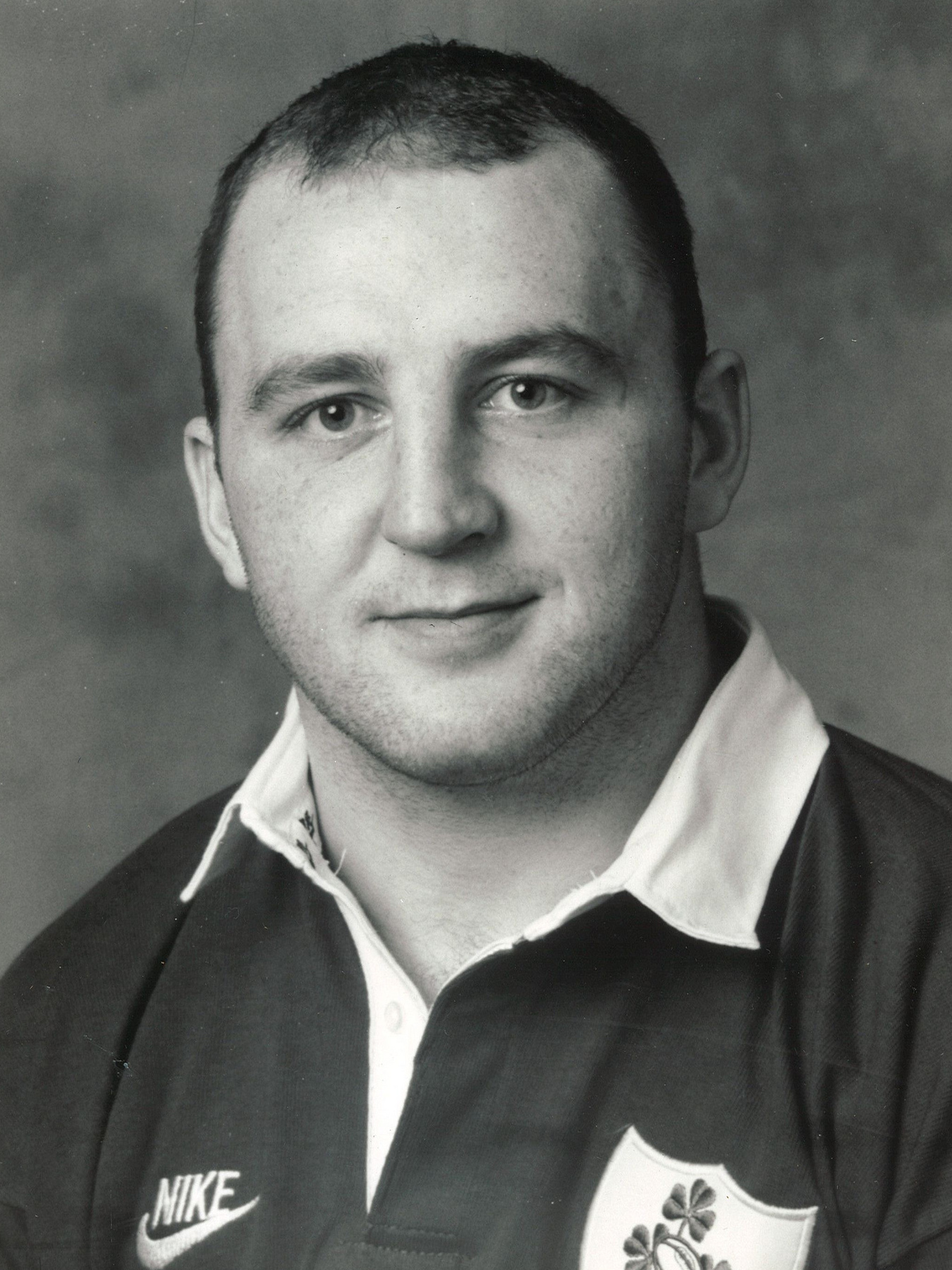
Keith Wood (1989)

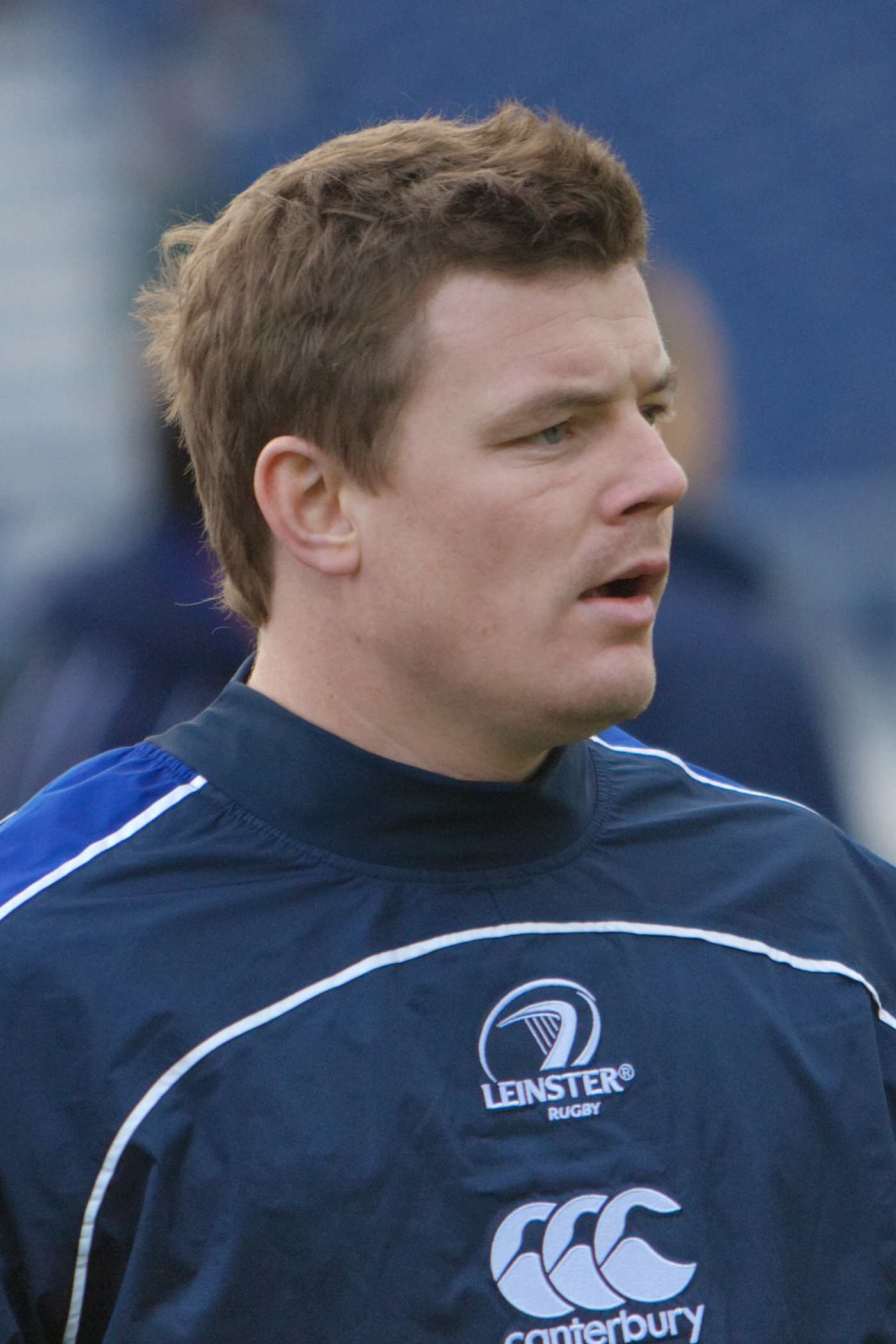
Brian O’Driscoll (2007)
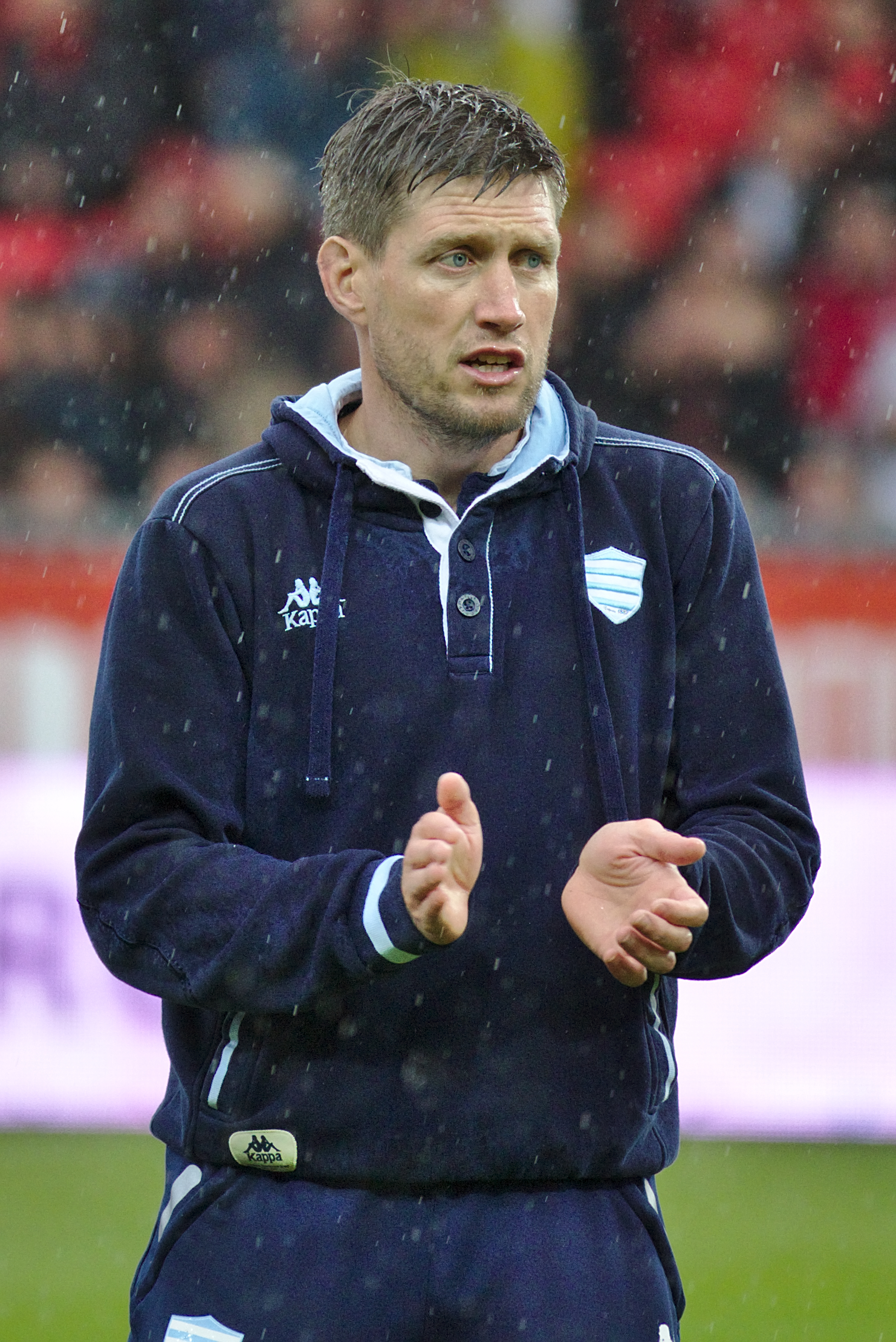
Ronan O’Gara (2015)

Zwölf ehemalige irische Spieler wurden aufgrund ihrer herausragenden Leistungen in die World Rugby Hall of Fame aufgenommen:
| Spieler             | Position                           | Aufnahme |
| ------------------- | ---------------------------------- | -------- |
| Jack Kyle           | Verbinder                          | 2008     |
| Willie John McBride | Zweite-Reihe-Stürmer               | 2009     |
| Syd Millar          | Pfeiler                            | 2009     |
| Tony O’Reilly       | Außendreiviertel                   | 2009     |
| Mike Gibson         | Innendreiviertel                   | 2010     |
| Ronnie Dawson       | Hakler                             | 2013     |
| Keith Wood          | Hakler                             | 2014     |
| Basil Maclear       | Innendreiviertel, Außendreiviertel | 2015     |
| Fergus Slattery     | Flügelstürmer                      | 2015     |
| Tom Kiernan         | Schlussmann                        | 2015     |
| Brian O’Driscoll    | Innendreiviertel                   | 2016     |
| Ronan O’Gara        | Verbindungshalb                    | 2018     |

World Rugby zeichnete drei irische Spieler als Spieler des Jahres aus: Keith Wood (2001), Jonathan Sexton (2018) und Josh van der Flier (2022).

### Spielerstatistiken
Nachfolgend sind die wichtigsten Statistiken aufgelistet, die Spieler Irlands betreffen. Die mit * markierten Spieler sind noch aktiv und können sich weiter verbessern.
(Stand: März 2025)
| Rang | Name             | Zeitraum  | Spiele |
| ---- | ---------------- | --------- | ------ |
| 01   | Cian Healy       | 2009–2025 | 137    |
| 02   | Brian O’Driscoll | 1999–2014 | 133    |
| 03   | Ronan O’Gara     | 2000–2013 | 128    |
| 04   | Conor Murray     | 2011–2025 | 125    |
| 05   | Rory Best        | 2005–2019 | 124    |
| 06   | Jonathan Sexton  | 2009–2023 | 118    |
| 07   | Peter O’Mahony   | 2012–2025 | 114    |
| 08   | Paul O’Connell   | 2002–2015 | 108    |
| 09   | John Hayes       | 2000–2011 | 105    |
| 10   | Keith Earls      | 2008–2023 | 101    |

| Rang | Name                           | Zeitraum                       | Spiele                         |
| ---- | ------------------------------ | ------------------------------ | ------------------------------ |
| 01   | Brian O’Driscoll               | 2002–2012                      | 83                             |
| 02   | Rory Best                      | 2009–2019                      | 38                             |
| 03   | Keith Wood                     | 1996–2003                      | 36                             |
| 04   | Jonathan Sexton                | 2019–2023                      | 30                             |
| 05   | Paul O’Connell                 | 2004–2015                      | 28                             |
| 06   | Tom Kiernan                    | 1963–1973                      | 24                             |
| 07   | Ciaran Fitzgerald              | 1982–1986                      | 19                             |
| 08   | Donal Lenihan                  | 1986–1990                      | 17                             |
| 09   | Fergus Slattery                | 1979–1981                      | 17                             |
| 10   | Drei Spieler mit je 15 Spielen | Drei Spieler mit je 15 Spielen | Drei Spieler mit je 15 Spielen |

| Rang | Name             | Zeitraum  | Punkte |
| ---- | ---------------- | --------- | ------ |
| 01   | Jonathan Sexton  | 2009–2023 | 1108   |
| 02   | Ronan O’Gara     | 2000–2013 | 1083   |
| 03   | David Humphreys  | 1996–2005 | 0560   |
| 04   | Mike Kiernan     | 1982–1991 | 0308   |
| 05   | Eric Elwood      | 1993–1999 | 0296   |
| 06   | Brian O’Driscoll | 1999–2014 | 0245   |
| 07   | Ollie Campbell   | 1976–1984 | 0217   |
| 08   | Paddy Jackson    | 2013–2017 | 0195   |
| 09   | Keith Earls      | 2008–2023 | 0180   |
| 10   | Joey Carbery     | 2016–2022 | 0164   |

| Rang | Name                             | Zeitraum                         | Versuche                         |
| ---- | -------------------------------- | -------------------------------- | -------------------------------- |
| 01   | Brian O’Driscoll                 | 1999–2014                        | 46                               |
| 02   | Keith Earls                      | 2008–2023                        | 36                               |
| 03   | Tommy Bowe                       | 2004–2017                        | 30                               |
| 04   | Denis Hickie                     | 1997–2007                        | 29                               |
| 05   | Shane Horgan                     | 2000–2009                        | 21                               |
| 06   | Girvan Dempsey                   | 1998–2008                        | 19                               |
| 07   | Jacob Stockdale *                | 2017–2025                        | 19                               |
| 08   | Vier Spieler mit je 18 Versuchen | Vier Spieler mit je 18 Versuchen | Vier Spieler mit je 18 Versuchen |

## Trainer

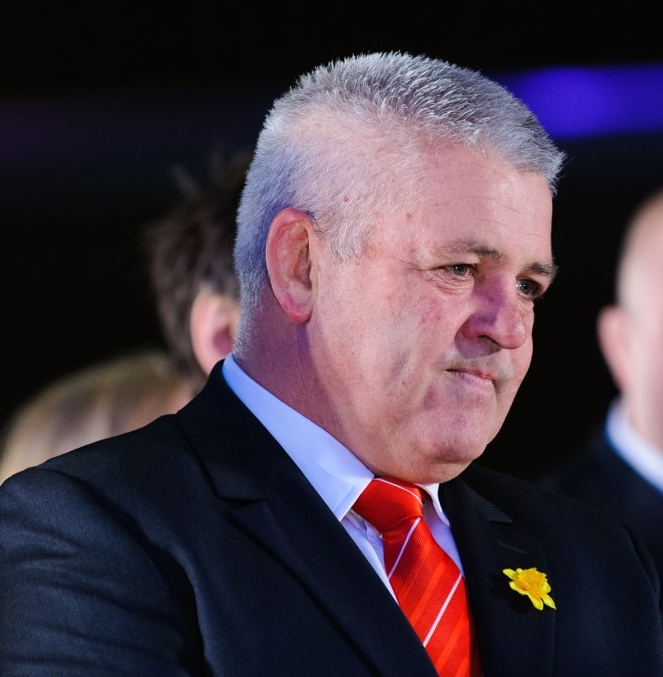
Warren Gatland (2012)
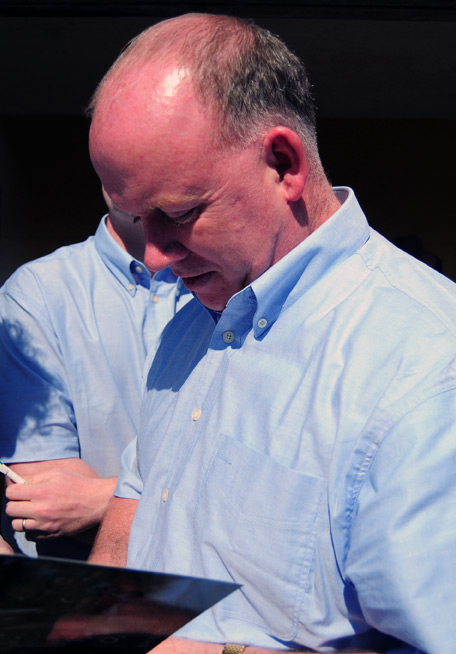
Declan Kidney (2015)

Irland ernannte 1968 erstmals einen Nationaltrainer. Aktuell ist Andy Farrell irischer Nationaltrainer, nachdem er 2019 angestellt wurde.
| Name                | Jahre                  |
| ------------------- | ---------------------- |
| Ronnie Dawson       | 1969–1972              |
| Syd Millar          | 1972–1975              |
| Roly Meates         | 1975–1977              |
| Noel Murphy         | 1977–1980              |
| Tom Kiernan         | 1980–1983              |
| Willie John McBride | 1983–1984              |
| Mick Doyle          | 1984–1987              |
| Jim Davidson        | 1987–1990              |
| Ciaran Fitzgerald   | 1990–1992              |
| Gerry Murphy        | 1993–1995              |
| Murray Kidd         | 1995–1997              |
| Brian Ashton        | 1997–1998              |
| Warren Gatland      | 1998–2001              |
| Eddie O’Sullivan    | 2001–2008              |
| Michael Bradley     | 2008 (Interimstrainer) |
| Declan Kidney       | 2008–2013              |
| Les Kiss            | 2013 (Interimstrainer) |
| Joe Schmidt         | 2013–2019              |
| Andy Farrell        | seit 2019              |
| Simon Easterby      | 2025 (Interimstrainer) |

## Auszeichnungen
World Rugby zeichnete Irland einmal als „Mannschaft des Jahres“ aus (2018).